# المسيحية والعلم

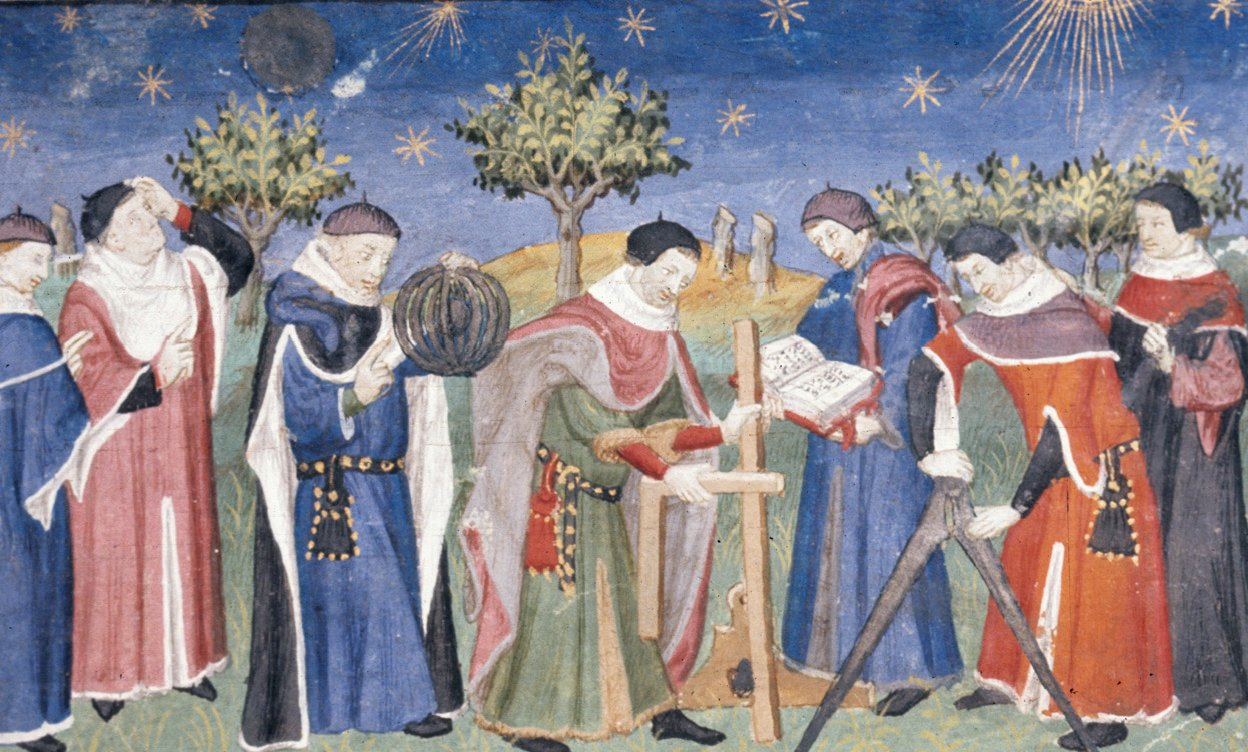
رجال دين مسيحيون يدرسون علم الفلك والهندسة،
فرنسا خلال القرن الخامس عشر.

تعود العلاقة بين المسيحية والعلم إلى العصور الأولى للمسيحية، وتطورت عبر التاريخ تحت قيادة الكنيسة مختلف أنواع العلوم خصوصًا الفلك، والرياضيات، والتأثيل، والفلسفة، والبلاغة، والطب، والتشريح، والفيزياء خصوصًا الأرسطوية (أي المنسوبة إلى أرسطو)، والفيزياء المكيانيكية خصوصًا أدوات الحرب، إلى جانب العمارة والكيمياء والجغرافيا والفلسفة وعلوم النبات والحيوان. قدم العلماء والباحثين المسيحيون مساهمات ملحوظة في مجالات العلوم والتكنولوجيا، بالإضافة إلى الطب، تاريخيًا وحديثًا. كذلك أثّر العلماء المسيحيين بشكل كبير في مجال الاختراعات وكافة الحقول العلمية، وكان عدد منهم أيضًا لاهوتيين. وبين عام 1901 وعام 2000 كان حوالي 56.5% من الحائزين على جائزة نوبل في المجالات العلمية من المسيحيين.
تعود عمومًا الجامعة كمؤسسة للتعليم العالي إلى القرون الوسطى ويُشير الباحثين إلى كون الجامعة ذات جذور مسيحية. وخلال العصور الوسطى شكلت الأديرة مراكز حضارية لحفظ العلوم القديمة، وبنت الكنيسة الجامعات الأولى في العالم الغربي، أخذت معظم البحوث العلمية مكانة في الجامعات المسيحية وعمل بها أيضًا أعضاء من الجماعات الدينية، عمل كذلك العديد من الرهبان ورجال الدين المسيحيين في المجال العلمي وشغلوا في مناصب عالية كأساتذة في الجامعات الغربية، وكان بعضهم مؤسسين وآباء لفروع علمية، لعل أبرزهم غريغور مندل أبو علم الوراثة وجورج لومتر الذي كان أول من اقترح نظرية الانفجار العظيم، ونيكولاس كوبرنيكوس الذي يعتبر أول من صاغ نظرية مركزية الشمس، بالإضافة إلى العديد من رهبان رهبنة اليسوعية والذين شكلوا نخبة المجتمع الغربي.
مع ظهور حركة الإصلاح البروتستانتي تطورت مناهج الأبحاث العلمية. ويجمع عدد من المؤرخين وعلماء الاجتماع على أن ظهور البروتستانتية كان أحد أسباب نشوء الثورة العلمية، والثورة الصناعية. حيث كان هناك علاقة إيجابية بين صعود مذاهب بروتستانتية مثل التطهيرية الإنجليزية والتقوى الألمانية من ناحية والعلوم التجريبية المبكرة من ناحية أخرى. ومن المذاهب البروتستانتية التي التي عُرفت بكثرة حضور العلماء، هي جمعية الأصدقاء الدينية أو الكويكرز، حيث حضور العلماء الكويكرز في الجمعية الملكية البريطانية وجوائز نوبل هو أعلى مقارنة مع طوائف وديانات أخرى وبنسبة تفوق نسبتهم السكانية.
شكلت العلاقة بين المسيحية والعلم موضوعًا شائكًا في تاريخ العلوم، إذ يرى عدد من المؤرخين والعلماء ان المسيحية وخصوصًا الكنيسة الكاثوليكية كان لها دور سلبي وعائق في تطوير مسيرة العلوم، ولعل قضية محاكمة غاليليو غاليلي أبرز القضايا الجدلية في علاقة المسيحية مع العلم، بينما يذهب عدد آخر من المؤرخين والعلماء إلى كون المسيحية عامل ايجابي في تطوير العلوم، عن طريق رعايتها لمختلف أنواع العلوم، فقد كانت أيضًا المسؤول الرئيسي عن نشوء بعضها كعلم الوراثة، وساهمت في ظهور الثورة العلمية، وأنّ قضية غاليليو غاليلي هي الشاذ وليس القاعدة في علاقة الكنيسة مع العلوم. في الآونة الأخيرة أثارت قضايا مثل نظرية الخلق تطور والخلايا الجذعية وتنظيم النسل جدلًا وانتقادات في علاقة المسيحية مع العلوم.

## خلفية تاريخية

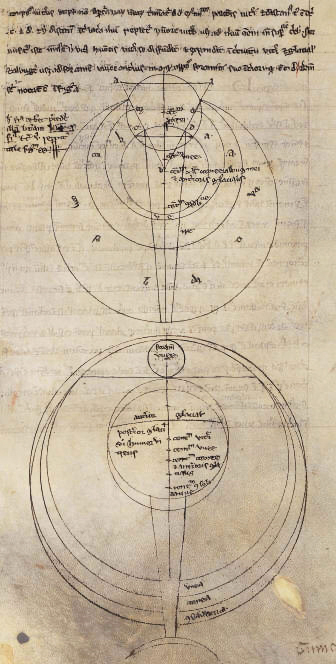
مخطوطة للراهب روجر باكون، رسوم بيانية دائرية متصلة لها أهمية في الدراسة العلمية للبصريات.

دعى آباء الكنيسة إلى ضرورة التعليم لكل عضو في الكنيسة، ان كان طفلًا أو معتنق للمسيحية، وذلك استنادًا إلى تعاليم الكتاب المقدس. في عام في 530 كتب بندكتس كتاب الحكمة الرهبانية، والذي أصبح نموذجا لتنظيم الأديرة في جميع أنحاء أوروبا. هذه الاديرة الجديدة حافظت على الحرف التقليدية والمهارات الفنية وحافظت أيضًا على الثقافة الفكرية والمخطوطات القديمة داخل مدارسها ومكتباتها. فضلًا عن توفير حياة روحية لرهبانها، كانت الاديرة أيضًا مركز إنتاج زراعي واقتصادي، لا سيما في المناطق النائية، وأصبحت الاديرة إحدى القنوات الرئيسية للحضارة.
كان للكنيسة تأثير على الحروف الغربية والتعلم، فقد أثرت النصوص القديمة من الكتاب المقدس بعمق على الفن والتفكير الغربي، والأدب والثقافة لعدة قرون. بعد انهيار الإمبراطورية الرومانية الغربية، كانت المجتمعات الرهبانية الصغيرة عمليًا البؤر الاستيطانية لمحو الأمية في أوروبا الغربية. في الوقت ذاته، فقد أنشأت مدارس الكاتدرائية، وهي مدارس اقيمت بالقرب من الكنائس، وأصبحت هذه المدارس في مرحلة متقدمة جامعات أوروبا الأولى، وقد رعت الكنيسة الآلاف من مؤسسات التعليم الابتدائي والثانوي والعالي في جميع أنحاء العالم منذ ذلك الحين. وكذلك الامر كان بالنسبة للكنائس الشرقية التي رعت العلوم في الامبراطورية البيزنطية، والتي ارتبطا ارتباطًا وثيقًا مع الفلسفة القديمة، والميتافيزيقيا. ومن الإنجازات التي طبقت فيها العلوم كانت بناء كنيسة آيا صوفيا. خلال عصر النهضة البيزنطية دعمت الكنيسة الشرقية الحركة والنهضة العلمية وخاصة في مجال علم الفلك والرياضيات والطب فكتب الرهبان الموسوعات الطبية التي تضمنت شروحا في أمراض العين والأذن والفم والعمليات الجراحية، وقد ترجمت هذه الموسوعات إلى اللاتينية والسريانية والعربية. كما انتج الرهبان البيزنطيين ابحاثًا في حقول كيمياء المعادن والسبائك والرياضيات والهندسة الجغرافية، وكانوا يؤمنون بأن الكواكب والنجوم لها تأثير على أحداث الأرض، وكانت هذه العلوم السبب الرئيسي في احياء الاداب اليونانية القديمة والدراسات النحوية والأدبية والعلمية في إيطاليا مطلع عصر النهضة. وكانت هجرة العلماء البيزنطيون إلى أيطاليا أثناء انهيار الإمبراطورية البيزنطية (1203-1453) وخاصة بعد سقوط القسطنطينية عام 1453 وحتى القرن السادس عشر تعتبر من قبل بعض العلماء باعتبارها مفتاح إحياء الدراسات اليونانية والرومانية وبالتالي تطور النهضة الإنسانية والعلمية. كان المهاجرون من النحاة والإنسانيين والشعراء والكتاب والناشرين والمحاضرين والموسيقيين وعلماء الفلك والمهندسين المعماريين والأكاديميين والفنانين والفلاسفة والعلماء والسياسيين وعلماء الدين. جلبوا إلى أوروبا الغربية كتبهم الإغريقية المتخمة بالمعرفة والمحفوظة.
العديد من مؤرخي العلم، بما في ذلك باحثين غير مسيحيين أمثال جون ل.هلبرون، وديفيد ليندبرغ، إدوارد غرانت، توماس جولدشتاين، وتيد ديفيس، فقد جادلوا بأن الكنيسة كان لها دورًا كبيرًا، وتأثير إيجابي على تطور العلوم في الحضارة الغربية. فالكنيسة لم تكتفِ فقط بحفظ وصيانة ما تبقى من الحضارة القديمة أثناء الغزوات البربرية داخل الاديرة، ولكن أيضا فالكنيسة شجعت على التعلّم والعِلم من من خلال رعايتها لكثير من الجامعات التي كانت قد نمت بسرعة في أوروبا تحت رعايتها، في القرن الحادي عشر والقرن الثاني عشر. وقد جادل توما الأكويني، العالم اللاهوتي والفيلسوف، بان الايمان والعلم في تناغم تام، ومن خلال هذا السبب يمكن أن تساهم في فهم أعمق للوحي الديني، ويشّجع ذلك على التطور الفكري.
بعد إصلاح كلونياك داخل الأديرة الرهبانية عام 910، تطورت الاديرة وتوسعت وأصبحت مركز علمي وتكنولوجي. فقدمت الاديرة عدة اخترعات وابتكارات وتم الحفاظ داخل الاديرة على الاداب والمخطوطات والعلوم القديمة. كما وتم بناء داخل الاديرة مدارس ومكتبات. كما ألف الرهبان في أديرتهم عدد من الموسوعات المتخصصة بالمسيحية ومواضيع أخرى، وألّف القديس إيزيدور من إشبيلية، أحد أهم علماء العصور الوسطى، موسوعة شاملة أُعتبرت إحدى أهم معارف القرون الوسطى. خلال القرن الثالث عشر ظهرت الرهبانية الفرنسيسكانية والدومينيكان، وكان لهم أثر كبير في نشر المعرفة في المناطق الحضرية. وطوروا من أساليب التعليم في مدراس الكاتدرائية. ولعلّ أهم اللاهوتيين الدومينيكان توما الأكويني الذي عمل في عدة جامعات، وأنجز مؤلفات في الفلسفة وفي الفكر الأرسطي والمسيحية.

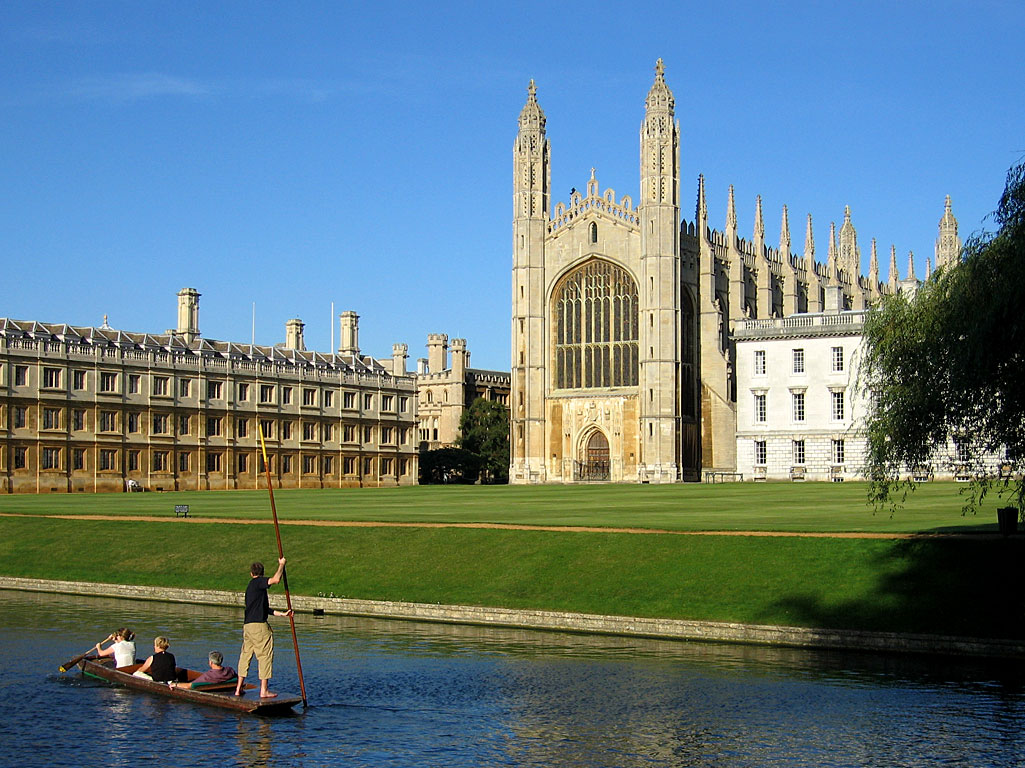
جامعة كامبريدج إحدى اقدم جامعات في أوروبا بدأت كمدرسة كاتدرائية.

خلال القرون الوسطى أعطت الكنيسة قوة دافعة في مجال التعليم، فقد ظهرت مدارس قرب الكنائس والكتدرائيات، ودعيت بمدارس الكاتدرائية. وكانت هذه المداراس مراكز للتعليم المتقدم، وبعض من هذه المدارس أصبحت في نهاية المطاف الجامعات الأولى في الغرب. وأُعتبرت مدرسة كاتدرائية شارتر أكثر المدارس شهرةً وتأثيرًا. مع ظهور مدارس الكاتدرائية في أوائل القرون الوسطى تحولت هذه المؤسسات إلى مراكز تعليم متقدمة، ومتطورة في كثير من الأحيان وشكلت نقطة انطلاق لكثير من الإنجازات في أوروبا الغربية وفي وقت لاحق شجعت على حرية البحث وخرّجت مجموعة كبيرة ومتنوعة من العلماء والفلاسفة. كان للمدارس وجامعات الكنيسة آثار ايجابية على تطوير العلوم، المؤرخين يذهب أبعد من ذلك إذ بحسبهم هذه المداراس تمثل بدايات العلم الحديث. تعتبر جامعة بولونيا ذات الاصول المسيحية أقدم جامعة في العالم. بالإضافة لجامعة بولونيا فمن أوائل الجامعات التي ارتبطت بالكنيسة الكاثوليكية بدأت كمدرسة كتدرائية أو مدرسة رهبانية ثم سرعان مإنفصلت مع زيادة عدد الطلاب ومن هذه الجامعات كانت جامعة باريس، وجامعة أوكسفورد، وجامعة مودينا، وجامعة بلنسية، وجامعة كامبردج، وجامعة سالامانكا، وجامعة مونبلييه، وجامعة بادوفا، وجامعة تولوز، وجامعة نيو أورليانز، وجامعة سيينا، وجامعة كويمبرا، وجامعة روما سابينزا وشغل نسبة كبيرة من رجال الدين والرهبان المسيحيين مناصب كأساتذة في هذه الجامعات، كان يتم التدريس فيها كافة المواضيع كللاهوت والفلسفة والقانون والطب والعلوم الطبيعية. وقد وضعت هذه الجامعات تحت رعاية الكنيسة الكاثوليكية عام 1229 على إثر وثيقة بابوية.
مع بداية عصر النهضة كان الباباوت من الداعمين المتحمسين للنهضة، ومن رعاة الفنون فأعظم فناني عصر النهضة كليوناردو دا فينشي وميكيلانجيلو ورافائيل وميكافيللي وساندرو بوتيتشيلي وبيرنيني؛ كان الفاتيكان قد أبرم معهم عقود احتكار مدى الحياة. وتحولت المدن البابوية في إيطاليا وعلى رأسها روما إلى عواصم الثقافة العالمية، التي أخذت بشكل خاص طابع الجامعات والمستشفيات والنوادي الثقافية؛ وتطورت تحت قيادة الفاتيكان أيضًا مختلف أنواع العلوم خصوصًا الفلك، والرياضيات، والتأثيل، والفلسفة، والبلاغة، والطب، والتشريح، والفيزياء خصوصًا الأرسطوية (أي المنسوبة إلى أرسطو)، والفيزياء المكيانيكية خصوصًا أدوات الحرب، إلى جانب العمارة والكيمياء والجغرافيا والفلسفة وعلوم النبات والحيوان.

### دور رجال الدين

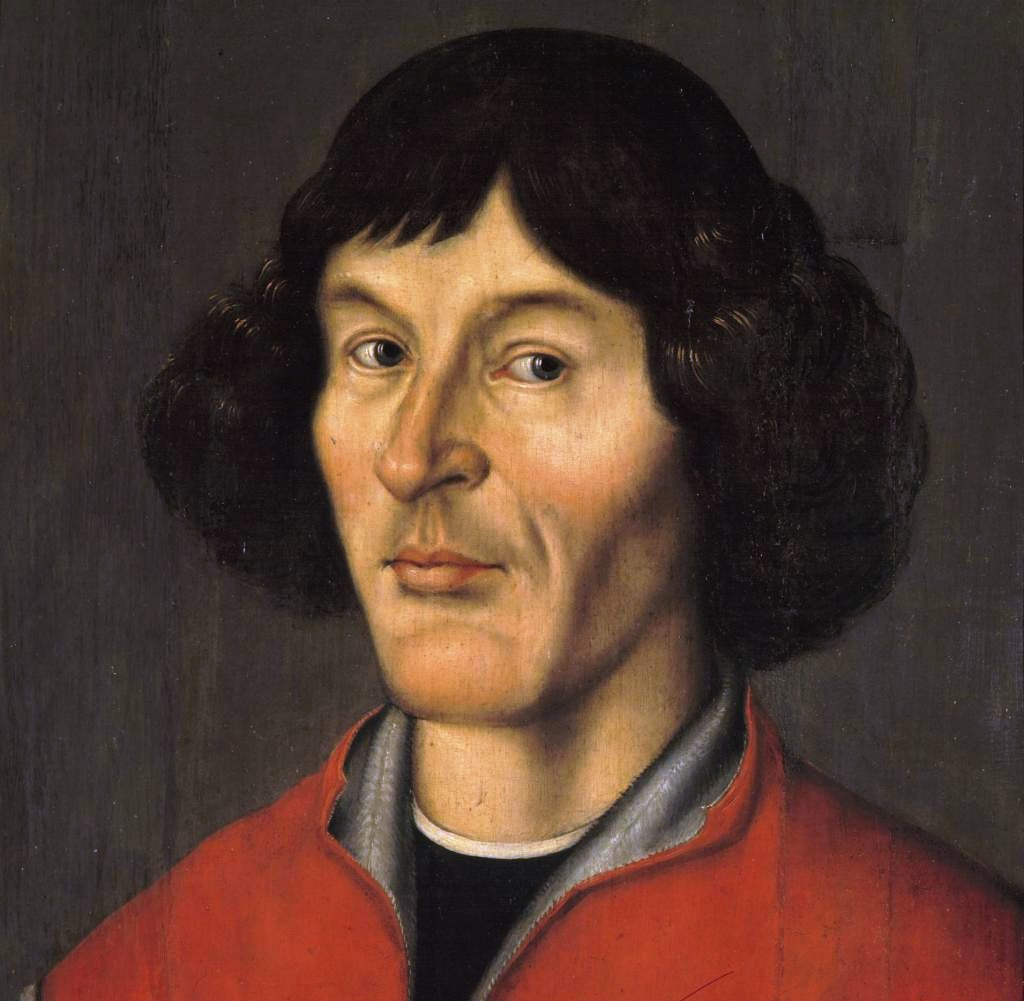
نيكولاس كوبرنيكوس، يعتبر أول من صاغ نظرية مركزية الشمس، لقد رعت الكنيسة مختلف أنواع العلوم، وقد ساهم العديد من رجال الدين المسيحيين في تطوير العلم.

عدد كبير من الكهنة برزوا كعلماء، وكثير منهم كانوا من الرهبانية اليسوعية، كان منهم رواد في علم الفلك، علم الوراثة، علم المغناطيسية الأرضية وعلم الطقس والزلازل، والفيزياء الشمسية، والطب وأصبح بعض منهم «الآباء» لهذه العلوم. ومن أهم الأمثلة على رجال دين مسيحيين لهم اهمية في العلوم جريجور ميندل  من أهم علماء الجينات والوراثة، نيكولاس ستينو أب علم وصف طبقات الأرض وله اسهامات في علم التشريح،  رينه جوت هواي مؤسس علم البلورات، وجان-بابتيست كاروني مؤسس علم الأحياء الخلوي، وروجر باكون الراهب الفرنسيسكاني الذي كان واحدًا من أوائل دعاة المنهج العلمي، مارين ميرسين أبو علم الصوت والبلجيكي جورج لومتر أول من اقترح نظرية الانفجار العظيم. أمثلة أخرى لرجال دين مسيحيين ممن لهم أيضا اهمية في العلوم جون فيلوبونوس، ليو الرياضياتي، وليام الأوكامي، البابا سلفستر الثاني الذي أدخل إلى أوروبا الاباكوس، فرانشيسكو ماريا جريمالدي العالم الفيزيائي، أثانيسيوس كيرتشر مخترع المكبر، ألبيرتوس ماغنوس مكتشف عنصر الزرنيخ، نيكولاس كوبرنيكوس ويُعتبر أول من صاغ نظرية مركزية الشمس وكون الأرض جرماً يدور في فلكها، جيوفاني باتيستا زوبي وكان أول من اكتشف بأن عطارد له طور كوكبي مثل القمر والزهرة، وجيسبي بيازي الذي اشتهر باكتشافه كويكب يدعى سيريس، وثيودوريك بورجنوني له إسهامات هامة في طب الجراحة والمطهرات ومواد التخدير، جيوفاني جيرولامو ساتشيري وضع نظريات أساس الهندسة الزائدية، البابا غريغوريوس الثالث عشر معروف في إصلاح واصدار التقويم الغريغوري والمطران لوقا فوينو-ياسينتيسكي مطران الكنيسة الروسية الأرثوذكسية وكان أول جرّاح في العالم يمارس عملية الزرع.
تم تطوير الأرقام السسترسية في العصور الوسطى، أو «الأصفار» بلغة القرن التاسع عشر، من قبل رهبان كاثوليك من الرهبانية السيسترسية في أوائل القرن الثالث عشر في الوقت الذي تم فيه إدخال الأرقام العربية إلى شمال غرب أوروبا. وهي نظام عددي أكثر إحكاما من الأرقام العربية أو الرومانية، مع وجود حرف واحد قادر على الإشارة إلى أي عدد صحيح من 1 إلى 9999. وتستند الأرقام إلى عصي أفقية أو رأسية، مع وضع الرقم على العصا الذي يُشير إلى قيمته المكانية (وحدات، عشرات، مئات أو آلاف). يتم تجميع هذه الأرقام على عصا واحدة للإشارة إلى أعداد أكثر تعقيدًا. تخلى السيسترسيون في النهاية عن النظام لصالح الأرقام العربية، لكن الاستخدام الهامشي لهذا النظام العددي خارج النظام استمر حتى أوائل القرن العشرين.

### دور العلماء المسيحيين

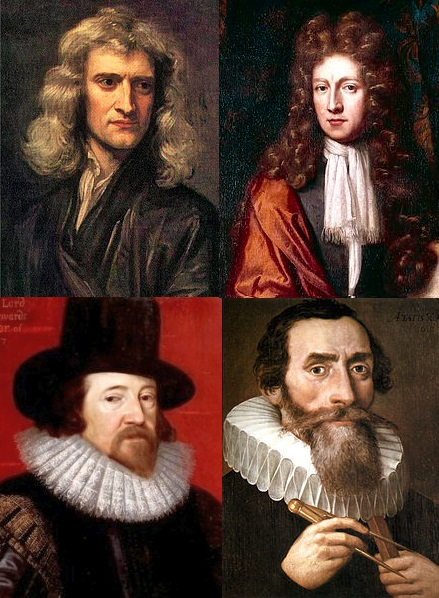
بعض العلماء المسيحيين المشاهير وهم من الأعلى واليسار: إسحاق نيوتن وروبرت بويل ويوهانس كيبلر وفرانسيس بيكون.

العديد من المسيحيين عبر التاريخ سجلوا إسهامات كبيرة في تطوير العلوم والرياضيات من العصور الوسطى إلى اليوم. برزوا وعملوا كافة في حقول العلوم من الطب والفيزياء والكيمياء والاختراعات ولهم مساهمات أيضًا في الفكر واللاهوت المسيحي، ويعتبر عدد من العلماء المسيحيين آباء لحقول علمية عديدة، بما في ذلك، ولكن ليس على سبيل الحصر، الفيزياء الحديثة، والصوتيات، وعلم المعادن، والكيمياء الحديثة، وعلم التشريح الحديث، الطبقات، علم الجراثيم، وعلم الوراثة والهندسة التحليلية، وعلم الكون الفيزيائي. اختراعات العلماء المسيحيين تشمل البطارية، سماعة الطبيب، والآلة الحاسبة الميكانيكية، والبيديه، وطريقة بريل، والميكانيكية طباعة الحروف المتحركة، وبندول فوكو. تمت تسمية ثلاث وحدات كهربائية مثلًا على اسم عدد من العلماء المسيحيين الكاثوليك مثل وحدة أمبير، فولت، وكولوم.
من العلماء المسيحيين على سبيل المثال لا الحصر في مجال الاختراعات الفرد نوبل، مخترع الديناميت وألكسندر غراهام بيل مخترع الهاتف، جولييلمو ماركوني مخترع المذياع، أنتوني فان لافينهوك، ويوهان غوتنبرغ  موجد المطبعة وويلبور رايت  مخترعا الطائرة.
في مجال الرياضيات هناك فرانسيس بيكون، أبو المنهج العلمي الحديث وليونهارد أويلر والد الرياضيات الحديثة ووالد القنبلة النوويّة، وبليز باسكال الرياضياتي المعروف في الإحتمالات وهو من اخترع الآلة الحاسبة، ورينيه ديكارت، الذي اخترع نظامًا رياضيًا سمي باسمه وهو نظام الإحداثيات الديكارتية الذي شكل النواة الأولى لـلهندسة التحليليّة.
وفي مجال علم الفلك يوهانس كبلر  الفلكي الألماني  والعالِم الفلكي جاليليو جاليلي.
وفي الكيمياء ظهر أنطوان لافوازييه والد الكيمياء الحديثة، ديميتري مندلييف وهو حفيد كاهن أرثوذكسي وواضع الجدول الدوري للعناصر الكيميائية وغيرهم.
في الفيزياء برز ماكس بلانك  والد «النظرية الكمّيّة» في الفيزياء وإيرنست راذرفورد  رائد في مجال الفيزياء دون الذرية جون دالتون  عالم في الفيزياء والكيمياء، والنظريّة الذرية؛ له قانون الضغوط الجزئية، مايكل فاراداي  وضع «قانون فاراداي» وإسحاق نيوتن  مكتشف الجاذبية، وقوانين الحركة، والمهندس الميكانيكي والكهربائي نيكولا تسلا وهو ابن وحفيد كاهن أرثوذكسي وأندري ماري أمبير موجد وحدة الأمبير.
أما في مجال الطب هناك فيلهيلم كونراد رونتجن  مكتشف الأشعّة السينية، وووليم هارفي  مكتشف الدورة الدموية، إدوارد جينر  مكتشف لقاح الجدري ونيكولاس أوغست أوتو  والجراح جوزف ليستر  ولويس باستور الذي عرف بتجاربة التي اثبتت أن الكائنات الدقيقة هي المسؤلة عن الأمراض وعن اللقاحات  وألكسندر فلمنج  مكتشف البنسلين وغيرهم.

### المسيحيون الحاصلون على جائزة نوبل

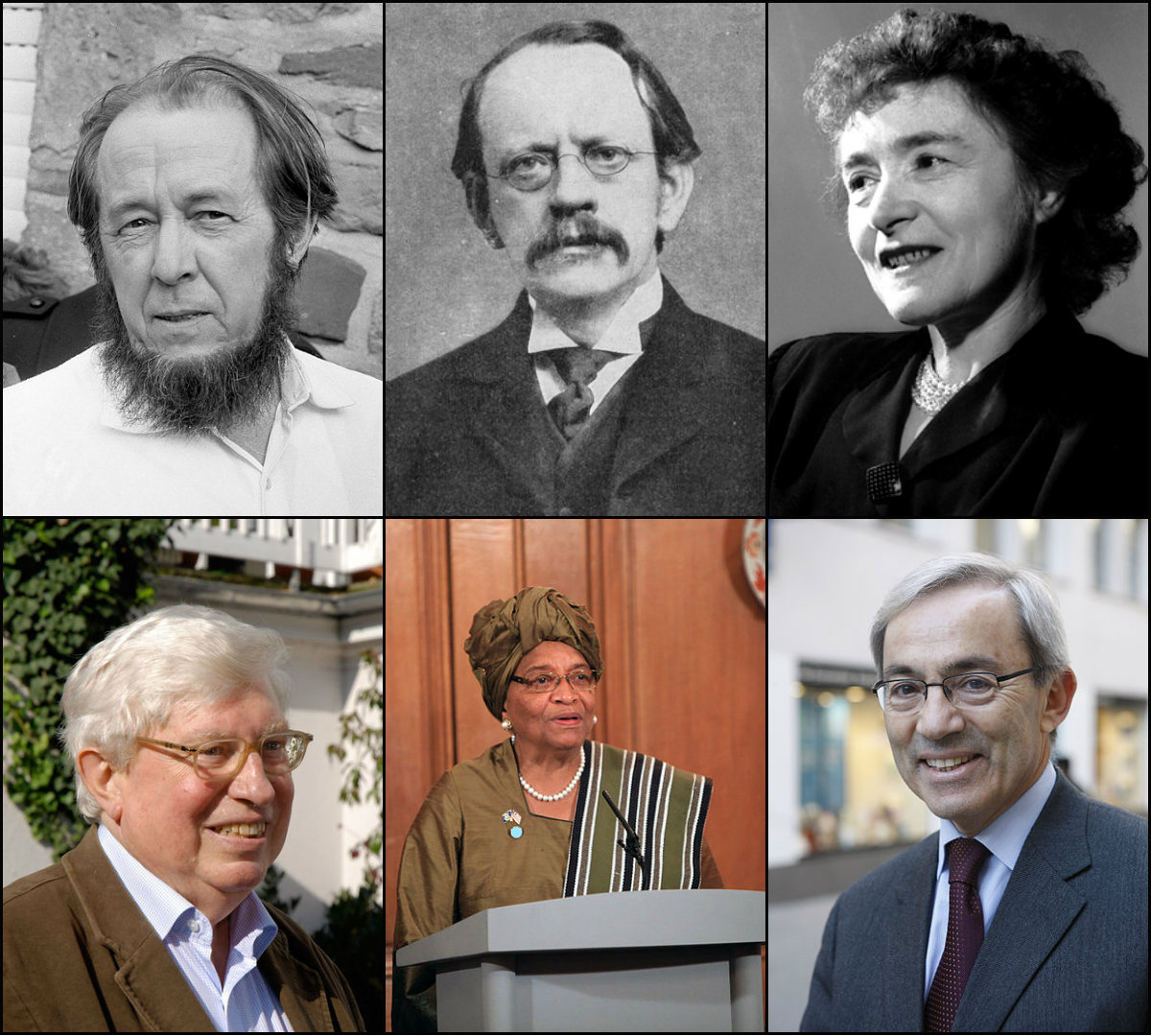
بعض مشاهير المسيحيين الحائزين على جائزة نوبل وهم من الأعلى واليسار: ألكسندر سولجنيتسين (الأدب) وجوزيف جون طومسون (فيزياء) وجرتي كوري (طب) وكريستوفر بيساريدس (الإقتصاد) وإلين جونسون سيرليف (سلام) وغيرهارد إرتل (كيمياء).

في قائمة الثمانين شخصية الأكثر تأثيرًا في العلوم من الحاصلين على جائزة نوبل، ذكرت 65 شخصية مسيحية. وفي قائمة المائة شخصية الأكثر تأثيرًا في العلوم، ذكرت 75 شخصية مسيحية من مختلف المجالات العلمية. حوالي ثلث العلماء في الجمعية الأمريكية لتقدم العلوم كانوا من المسيحيين، وهي أكبر مجموعة دينيّة بين علماء الجمعية الأمريكية لتقدم العلوم يليها في ذلك بلا ديانة محددة (20%) والملحدين (17%) واليهود (8%).
كما وجد الخبير الاقتصادي جون هوللي الذي عمل مع البنك الدولي في كتابه مذنب، يهود ومسيحيون أنّ حوالي 75% من جوائز نوبل بين الأعوام 1901 و1990 كانت من نصيب المسيحيين على الرغم من أنَّ نسبة المسيحييِّن في العالم هي 33.2%. في حين وجدت دراسة أخرى لشيربي أودلبرغ عام 2000 أنّ 35% من الحائزين على جائزة نوبل هم من البروتستانت أو المسيحيين أو من خلفية مسيحية.
ذكر كتاب ذكرى 100 عام لجائزة نوبل أنَّ حوالي (65.4%) من الحاصلين على جائزة نوبل بين الأعوام 1901- 2000 كانوا من المسيحيين. في حين وجدت دراسة أخرى قامت بها جامعة نبراسكا- لينكون سنة 1998 أنّ 60% من العلماء الحائزين على جائزة نوبل في الفيزياء بين الأعوام 1901-1990 هم من خلفية مسيحية.
وجدت دراسة ذكرت في ذكر كتاب ذكرى 100 عام لجائزة نوبل أن نصيب المسيحيون بين السنوات 1901-2000 كان 78.3% من جوائز نوبل للسلام، وعلى 72.5% من جوائز نوبل في الكيمياء، وكان 65.3% من جوائز نوبل في الفيزياء، 62% من جوائز نوبل في الطب، 53.5% من جوائز نوبل في الإقتصاد و49.5% من جوائز نوبل في الأدب من نصيب المسيحيين.
على المستوى المذهبي وبحسب الدراسة السابقة لكتاب ذكرى 100 عام لجائزة نوبل كان نصيب البروتستانت بين السنوات 1901-2000 حوالي 32% من جوائز نوبل، في حين كانت نصيب المسيحيين الذين لم تحدد طائفتهم ب20.3%، أمّا نصيب الكاثوليك فكان 11.6%، في حين كان نصيب أتباع الكنيسة الأرثوذكسية الشرقية 1.6% من مجمل جوائز نوبل. يُذكر أن البروتستانت والمسيحيين الذين لم تحدد طائفتهم يتركز حضورهم في تصنيفات جوائز نوبل في الكيمياء والفيزياء والطب في حين أن الكاثوليك يتركز تمثليهم في جوائز نوبل للأدب والسلام والطب، أمّا الأرثوذكس الشرقيين لديهم تمثيل عالي في تصنيفات نوبل للفيزياء والإقتصاد والأدب.
عدد الحائزين على جائزة نوبل من المسيحيين أكبر بضعفي من نسبتهم السكانيًّة على الرغم من أنَّ نسبة المسيحييِّن في العالم هي 33.2%، حوالي (65.4%) من الحاصلين على جائزة نوبل بين الأعوام 1901- 2000 كانوا من المسيحيين.

## الحفاظ على الفكر والعلوم القديمة

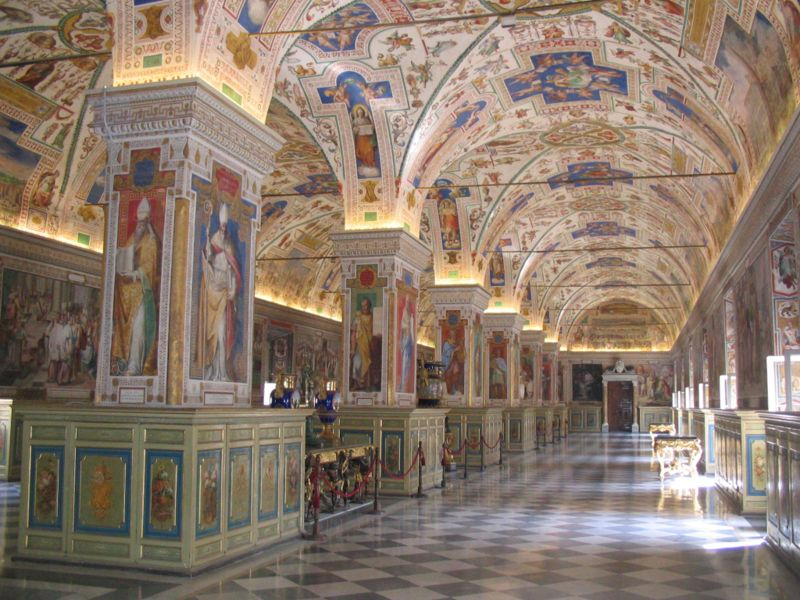
القاعة الرئيسية لمكتبة الفاتيكان، وهي إحدى أقدم وأكبر المكتبات في العالم وتحوي مجموعة مخطوطات تاريخية مهمة.

اعتبرت الأديرة خلال القرون الوسطى الأديرة المركز المحافظ على على الثقافة الفكرية والمخطوطات القديمة خاصًة داخل مدارسها ومكتباتها. وأصبحت الأديرة إحدى القنوات الرئيسية للحضارة إذ حفظت الاديرة الكاثوليكية العلوم اليونانية والرومانية القديمة. في عدد من المستوطنات الرهبانية مثل سيكينغ في أيرلندا، حيث كان الرهبان يعرفون القراءة والكتابة وحافظوا على المخطوطات والأعمال الشعرية والعلمية والفلسفية التي تعوج إلى العصور القديمة الغربية، وبالتالي حافظوا على تراث أوروبا الغربية. توماس كاهيل، في كتابه كيف حافظ الأيرلنديون على الحضارة، يجادل ان أحد أسباب انقاذ الحضارة الغربية يعود بسبب حفاظ رهبان أيرلندا على الحضارة.

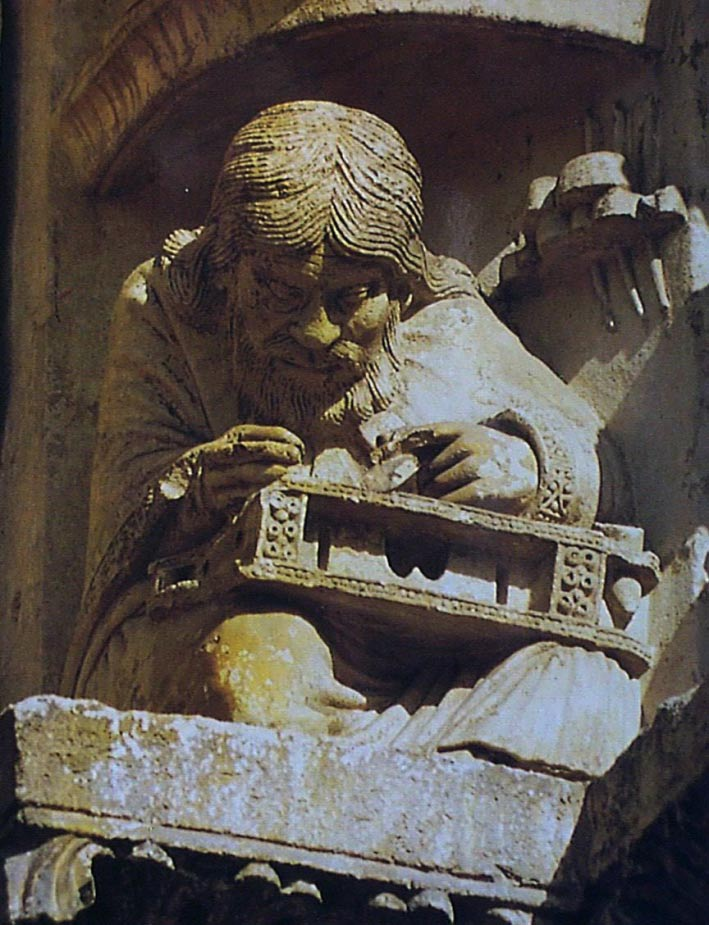
منحوته فيثاغورس، في كاتدرائية شارتر. في القرون الوسطى نمت مدارس الكاتدرائية في أوروبا لتصبح الجامعات في أوروبا الحديثة.

دعمت الكنيسة التعليم في الامبراطورية البيزنطية، فأنشأت المدارس والمعاهد وأهمها جامعة القسطنطينية التي كانت تُدرّس الفلسفة والقانون والطب ونحو اللغة اللاتينية واليونانية وبلاغتها في حين نشطت المدارس الأكاديمية الفلسفية والفلكية في الإسكندرية، وبنيت أيضًا المدارس الرهبانية التي ركزت على الكتاب المقدس واللاهوت والليتورجيا لكنها تضمنت أيضًا تعليم نصوص ادبية وفلسفية وعلمية في المناهج الدراسية، وبذل الرهبان الأرثوذكس جهودًا في نسخ المخطوطات الكنسية، وكتب الأدب القديمة.
عملت العديد من الجامعات الأوروبية في العصور الوسطى لمئات السنين كمؤسسات مسيحية ومدارس رهبانية، وعلّم فيها الرهبان والراهبات، كذلك تعتبر منح الشهادة الجامعية بعد إنهاء التعليم نتاج مسيحي. ويرى المؤرخ جيفري بلايني أن الجامعة أصبحت سمة مميزة للحضارة المسيحية.
أوائل الجامعات القرطوسيّة التي ارتبطت بالكنيسة الكاثوليكية بدأت كمدرسة كتدرائية أو مدرسة رهبانية ثم سرعان مإنفصلت مع زيادة عدد الطلاب ومن هذه الجامعات كانت جامعة بولونيا، وجامعة باريس، وجامعة أوكسفورد، وجامعة مودينا، وجامعة بلنسية، وجامعة كامبردج، وجامعة سالامانكا، وجامعة مونبلييه، وجامعة بادوفا، وجامعة تولوز، وجامعة نيو اورليانز، وجامعة سيينا، وجامعة كويمبرا، وجامعة روما سابينزا وشغل نسبة كبيرة من رجال الدين والرهبان المسيحيين مناصب كأساتذة في هذه الجامعات، كان يتم التدريس فيها كافة المواضيع كللاهوت والفلسفة والقانون والطب والعلوم الطبيعية. وقد وضعت هذه الجامعات تحت رعاية الكنيسة الكاثوليكية عام 1229 على إثر وثيقة بابوية.
كان لنشوء البروتستانتية دور هام في تحسين مستوى التعليم ونشر المعرفة، وكان مارتن لوثر قد دعا إلى حق الفرد في تفسير الإنجيل، وشجّع على قراءة ودراسة الكتاب المقدس. وكان للبروتستانتية دور في إدخال الاجتهاد والتفكير الحر على الفكر الغربي، فقد قام مارتن لوثر بترجمة جديدة للكتاب المقدس من اليونانية إلى الألمانية فاعتبر ذلك العمل الضخم حجر الأساس في تاريخ الأدب الألماني. وغداة الإصلاح البروتستانتي إزداد عدد الجامعات الأوروبية بشكل كبير إذ أن التنافس الكاثوليكي-البروتستانتي في بناء الجامعات والمؤسسات التعليمية، أدى إلى انتعاش ورفع المستوى في التعليم والعلوم والفكر.

## التأثير حسب الفروع العلمية

### الطب

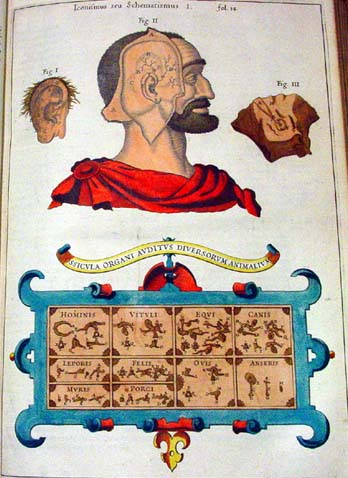
صورة لتشريح أذن إنسان، بقرة، كلب، حصان، نمر، قط، وفئران، خنزير وخروف واوز هو موضح للعالم والراهب الألماني أثانيسيوس كيرتشر.

خلال المسيحية المبكرة كان للمفاهيم المسيحية من الرعاية ومساعدة المرضى دور في تطوير الأخلاق الطبية. المسيحيون النساطرة أنشؤوا مدارس للمترجمين وألحق بها مستشفيات، ولعبوا أدورًا هامة في نقل المعارف الطبية إلى اللغة العربية. ومن المدارس التي أنشأها النساطرة مدارس مسيحية في الرها ونصيبين وجند يسابور وإنطاكية والإسكندرية والتي خرجت هناك فلاسفة وأطبّاء وعلماء ومشرّعون ومؤرّخون وفلكيّون وحوت مستشفى، مختبر، دار ترجمة، مكتبة ومرصد. كما نشط السريان في الترجمة من اليونانية إلى السريانية ومن ثم للعربية وخاصة في عهد الدولة العباسية حيث كان معظم المترجمين في بيت الحكمة من اليعاقبة والنساطرة وقد برزوا أيضا بالطب والعلوم والرياضيات والفيزياء فاعتمد عليهم الخلفاء. خلال هذه الفترة ظهر عدد من القديسيين ممن ارتبطت أسماءهم بالطب مثل القديسين كوزماس وداميان شفعيّ الأطباء والقديس فيتوس ونيكولا وكانوا أيضًا أطباء.
قاد إعلان المسيحية كديانة رسمية في الإمبراطورية الرومانية إلى التوسع في توفير الخدمات والرعاية الاجتماعية. بعد مجمع نيقية في عام 325 تم بناء في كل مدينة مستشفى قرب الكاتدرائية. ومن أوائل المستشفيات التي اقيمت كانت من قبل الطبيب القديس سامبسون في القسطنطينية، وباسيل أسقف قيصرية في تركيا المعاصرة. وقد بنى باسيل مدينة دعيت «بباسيلاس»، وهي مدينة شملت مساكن للأطباء والممرضين ومبان منفصلة لفئات مختلفة من المرضى. وكان هناك قسم منفصل لمرضى الجذام. بعض المستشفيات حوت على مكتبات وبرامج تدريب، وجمع الأطباء دراستهم الطبية والدوائية في مخطوطات حفظت في مكتباتها. وبالتالي ظهرت الرعاية الطبية للمرضى في معنى ما نعتبره اليوم المستشفى، وكان يقودها الكنيسة الأرثوذكسية والاختراعات والابتكارات البيزنطية وأعمال الرحمة المسيحية.
خلال العصور الوسطى حافظت الكنيسة على المخطوطات الطبية الكلاسيكية، وتحولت أديرة العصور الوسطى إلى مستشفيات ومراكز صحية. كان الأطباء والممرضات في هذه المؤسسات الرهبانيات والجماعات الدينية إضافة إلى كونهم أطباء، وتخصصت عدد من المؤسسات والرهبانيات الكنيسة في العمل في المجال الطبي والرعاية الصحية، وسمحت الكنيسة الكاثوليكية ابتدءًا من عصر النهضة بالتشريح في الجامعات لأغراض تعليمية. واقامت الكنيسة الكاثوليكية أيضًا عدد من المشتشفيات التي أوت المرضى، بعضها كانت قرب أماكن الحج. خلال الحروب الصليبية ظهرت فرق عسكرية كانت اشبه بكهيئة خيرية هدفها رعاية الحجاج المسيحيين.، وبنت عدد من المستشفيات ومن هذه الفرق فرسان القديس يوحنا وفرسان الهيكل.

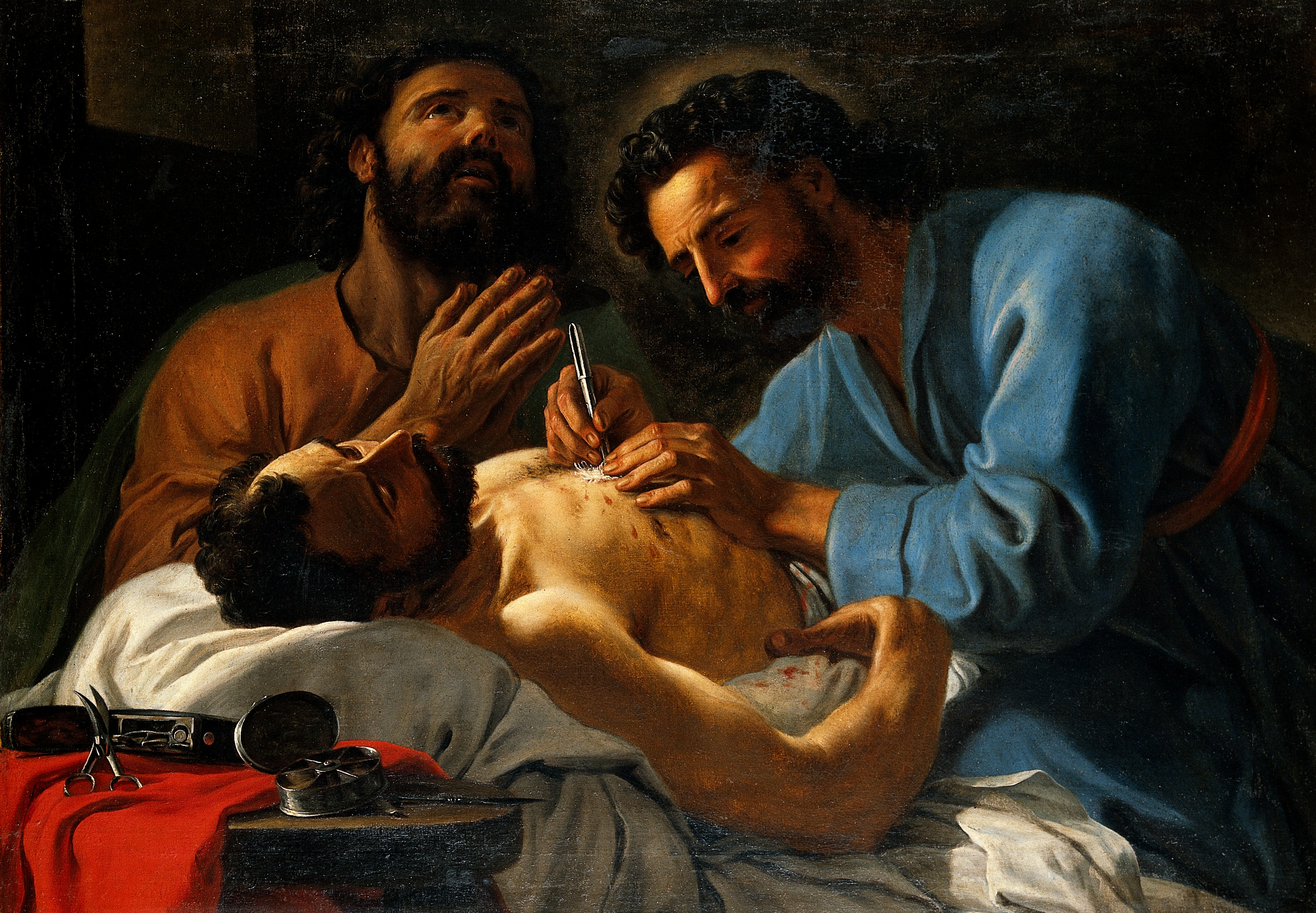
رسمة للقديسين قزما ودميان يقومان بعملية جراحيةّ، وهما شفعيّ الأطباء في الكنيسة الكاثوليكية.

تطورت الأديرة في العصور الوسطى لتصبح ليس فقط مراكز روحية بل أيضًا مراكز للتعليم وممارسة الطب. أماكن الأديرة كانت منعزلة كما كانت مصممة لتكون مكتفية ذاتيا. مما تطلب من سكان الدير لأن ينتجوا طعامهم الخاص وأيضا المحافظة على صحتهم. قبل تطور وظهور المستشفيات، كان الناس من المدن المحيطة ينظرون للأديرة باعتبارها مكانُا لمساعدة مرضاهم. مزيج من الشفاء الروحي والطبيعي كان يتم استخدامه لعلاج المرضى. أدوية عشبية مع الصلوات وبعض الترانيم الدينية كان يتم استخدامهم من قبل القسيسين والرهبان في الدير. كانت الأعشاب بالنسبة للقسيسين والرهبان خلق الله للمساعدة الطبيعية ولتساعد في الشفاء الروحي للشخص المريض. الطب في الأديرة كان يركز على مساعدة المريض ليعود إلى حالته الطبيعية. كان التركيز ينصب على القدرة على معرفة الأعراض والعلاج. في بعض الحالات ملاحظة الأعراض قادت رجال الدين في الأديرة إلى القدرة على تحقيق واجباتهم لله عن طريق الاعتناء بكل خلقه.
الممارسات المسيحية والسلوك تجاه الطب أثر بوضوح على اليهود واليونانيين وسكان الشرق الأوسط. حيث أخذ اليهود على عاتقهم الاعتناء بذويهم من اليهود. هذا الواجب امتد ليشمل التكفل بالإقامة ومعالجة الحجاج اليهود إلى القدس. المساعدة الطبية المؤقتة تم توفيرها في اليونان القديمة من أجل الزائرين للمهرجانات والتقاليد الممتدة خلال الإمبراطورية الرومانية خاصة بعد أصبحت المسيحية الديانة الرسمية للدولة قبل سقوط الإمبراطورية بقليل. في بداية العصور الوسطى، المستشفيات والبيوت الفقيرة والفنادق ودور الأيتام بدأت تنتشر من الشرق الأوسط، كل منها مع نية لمساعدة المحتاجين.

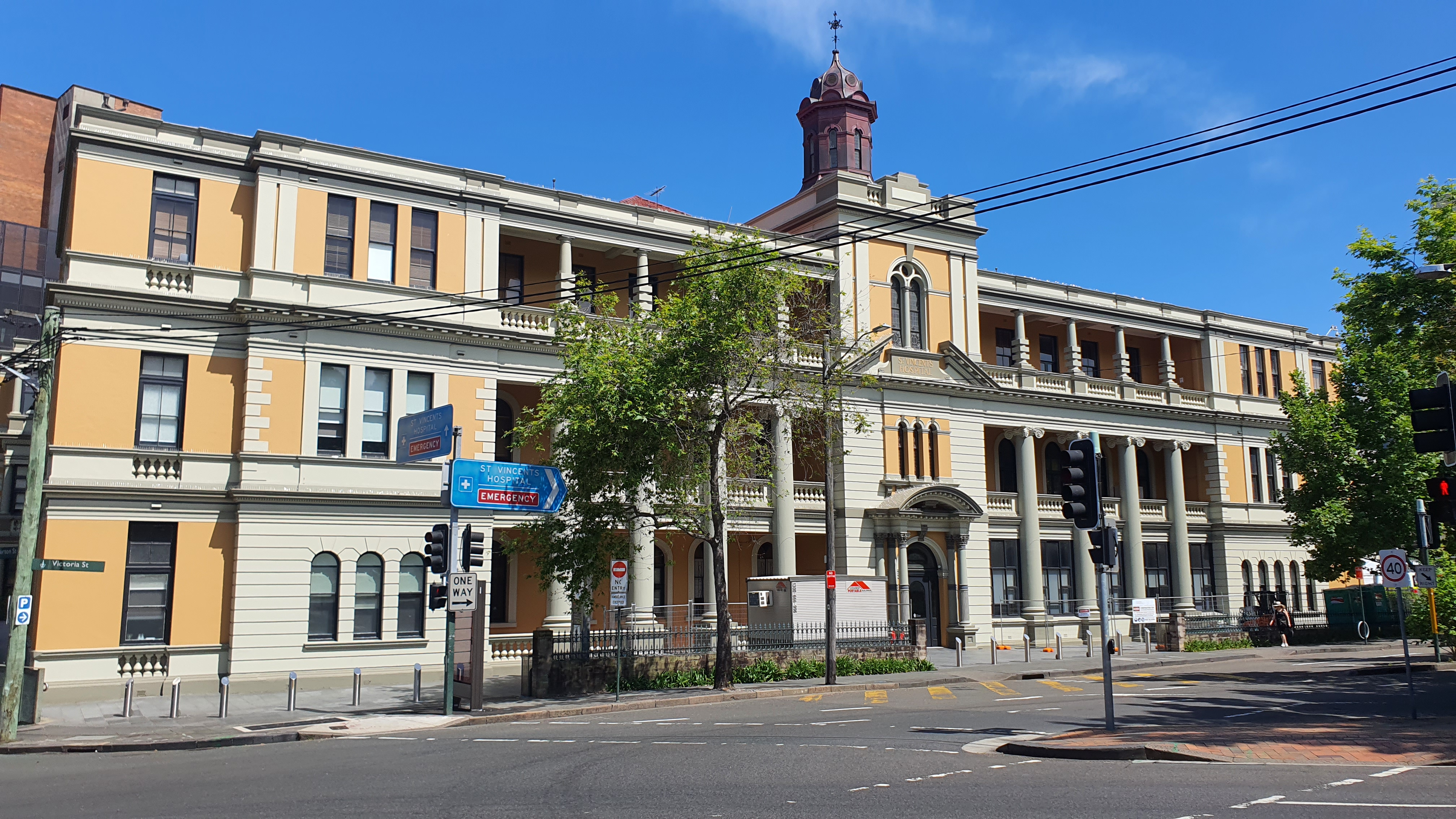
مستشفى سانت فينسنت في سيدني؛ تملك الكنائس المسيحية شبكة واسعة من المستشفيات في جميع أنحاء العالم.

أنشأت الكنيسة الكاثوليكية نظام المستشفيات في أوروبا في العصور الوسطى والتي تطورت بشكل كبير على أساس دور الرعاية الرومانية الفاليتوديناريا. وقامت الكنيسة بإنشاء المستشفيات لتلبية «احتياجات الفئات الاجتماعية المهمشة بسبب الفقر والمرض والسن»، وفقاً لمؤرخ المستشفيات غونتر ريس. تعدّ الكنيسة الكاثوليكية في العصر الحديث أكبر مزود غير حكومي للرعاية الصحية في العالم. في عام 2010 أعلن المجلس البابوي للكنيسة الكاثوليكية أن الكنيسة تدير 26% من مرافق الرعاية الصحيّة في العالم، والتي تشمل شبكة واسعة من المستشفيات والعيادات ودور الأيتام والصيدليات ومراكز لمعالجة ذوي الجذام. العديد من المؤسسات الكاثوليكية كانت مسؤولة عن تأسيس وتشغيل شبكات واسعة من المستشفيات في مختلف أنحاء العالم والتي لها دور في تقّدم الأبحاث الطبيّة.
ساهم ظهور الرهبانية اليسوعية، التي أنشئت خلال الإصلاح المضاد، إلى ظهور عددًا من علماء الطب الحديث. في مجال علم الجراثيم كان اليسوعي أثانيسيوس كيرتشر (1671) أول من اقترح انّ الكائنات الحية توجد في الدم. بالنسبة لتطور أمراض العيون، قدم كريستوف شاينر تقدمًا هامًا فيما يتعلق انكسار الضوء والصورة في شبكية العين. فضلًا عن نيكولاس ستينو أب علم وصف طبقات الأرض وله اسهامات في علم التشريح، وساهم الراهب غريغور يوهان مندل وهو أبو علم الوراثة، وعالم نبات وراهب نمساوي أجرى الكثير من التجارب واكتشف القوانين الأساسية للوراثة وذلك في عام 1856. أدت تجاربه في تكاثر نبات البازلاء إلى تطور علم الوراثة وكانت تجاربه هي الأساس لعلم الوراثة الذي يشهد تقدماً في عالم اليوم. لعبت المرأة دورًا حيويًا في إدارة مؤسسات الرعاية الصحية الكاثوليكية من خلال رهبانيات كراهبات الرحمة، وراهبات الفقير الصغير وراهبات القديسة مريم وجمعية اخوة المحبة التي أسستها الأم تريزا اللواتي تخصصن في بناء المستشفيات ودور الأيتام والمسنين والمشردين ودرّسوا التمريض. وبسبب الدور المؤثر للراهبات على هذه المهن فقد نظر إليها في الغرب على أنها مهن نسائية.
ساهم العديد من كل من رجال الدين والعلمانيين المسيحيين في المجال الطبي وكان لهم دورًا رائدًا في تطوير الطب الحديث، وقد ترك العدد منهم بصمة هامة في تاريخ الطب، كما ذكر كتاب ذكرى 100 عام لجائزة نوبل أنَّ حوالي (62%) من مجمل الحاصلين على جوائز نوبل في الطب بين عام 1901 وعام 2000 من المسيحيين.

### علم الفلك

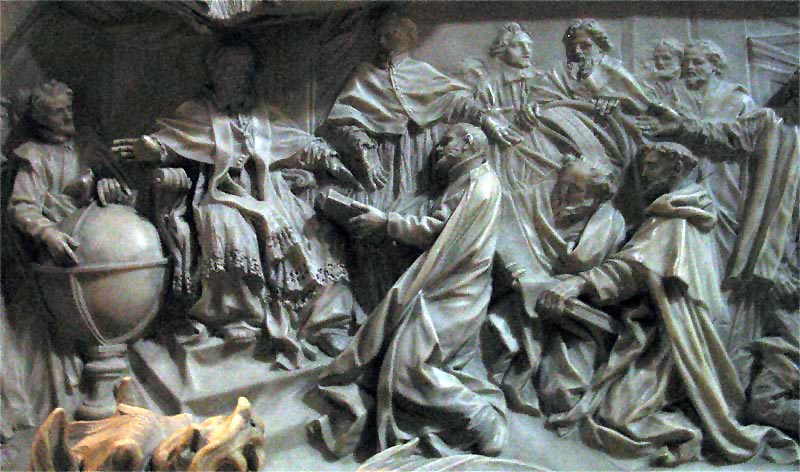
تفاصيل من قبر البابا غريغوريوس الثالث عشر يظهر الإحتفل ببداية الجدول الزمني للتقويم الغريغوري.

تاريخيًا، كانت الكنيسة الكاثوليكية أحد أهم رعاة تطوير علم الفلك، وذلك بسبب اعتمادها على الحسابات الفلكية في تقويمها والتي يتم من خلالها تحديد الأيام المقدسة، وعيد الفصح.
بدأ اهتمام الكنيسة في علم الفلك مع مخاوف عملية بحتة، في القرن 16 بدأ غريغوريوس الثالث عشر في إصلاح التقويم واصدار التقويم الغريغوري بمعونة من الكاهن الفلكي كريستوفر كلافيوس. الأسباب الموجبة للإصلاح هو ان متوسط طول السنة في التقويم اليولياني طويل جدا، والتاريخ الفعلي لربيعي الاعتدال قد انخفض ببطء إلى 10 اذار، بينما كانت حسابات تاريخ عيد الفصح التقليدية لا تزال تتبع تاريخ 21 اذار.
وكان ذلك بعد تصحيحه من قبل ملاحظات كلافيوس ويوهانز كيبلر، وتم تغيير الجدول الزمني عندما قال البابا غريغوري الثالث عشر أن اليوم التالي ل4 تشرين الأول، 1582 سيكون 15 تشرين الأول 1582. واصدر البابوية بول بين غافيسيماس من أجل إصدار الجدول الزمني الجديد في 24 فبراير، 1582.وفي 15 تشرين الأول، 1582، حل هذا الجدول الزمني محل تقويم جوليان، الذي يستخدم منذ عام 45 قبل الميلاد.
ولشهرة الجدول الزمني الذي وضعه الباباغريغوريوس الثالث عشر، فقد سمي هذا الجدول الزمني بالغريغوري؛ وبات التقويم الميلادي التقويم الأكثر انتشارًا في العالم ويعتبر التقويم الدولي في العصر الحديث، مما يجعله مساهمة هامة للكنيسة الكاثوليكية إلى الحضارة الغربية والإنسانية.
في عام 1789، افتتح مرصد الفاتيكان وهو مركز البحوث الفلكية ومؤسسة تعليمية معتمدة من قبل الكرسي الرسولي. موجودة أصلًا في روما، أصبح لديها الآن مقر ومختبر بعدمت تم نقله عام 1930 إلى قلعة غاندولفو، إيطاليا، بالإضافة إلى مرصدًا آخر وهو مرصد جبل غراهام الدولي في الولايات المتحدة.
بدأ الفاتيكان تصنيع تلسكوب من التكنولوجيا المتقدمة وبدأ بصنع مرقب في ولاية أريزونا، الولايات المتحدة الأمريكية، ويتعامل المرقب مع عدد من الجامعات أمثال جامعة أريزونا.
مدير المرصد هو القس خوسيه غابرييل فونيس. وقد عمل الكثير من العلماء البارزين في المرصد. في عام 2008، حصل على جائزة تمبلتون القس ميشال هيلر، وهو باحث في مرصد الفاتيكان وعلم في الكونيات. في عام 2010، حصل على جائزة فان جورج بيسبورك الرئيس السابق للمرصد القس جورج كوين.

### علم الوراثة

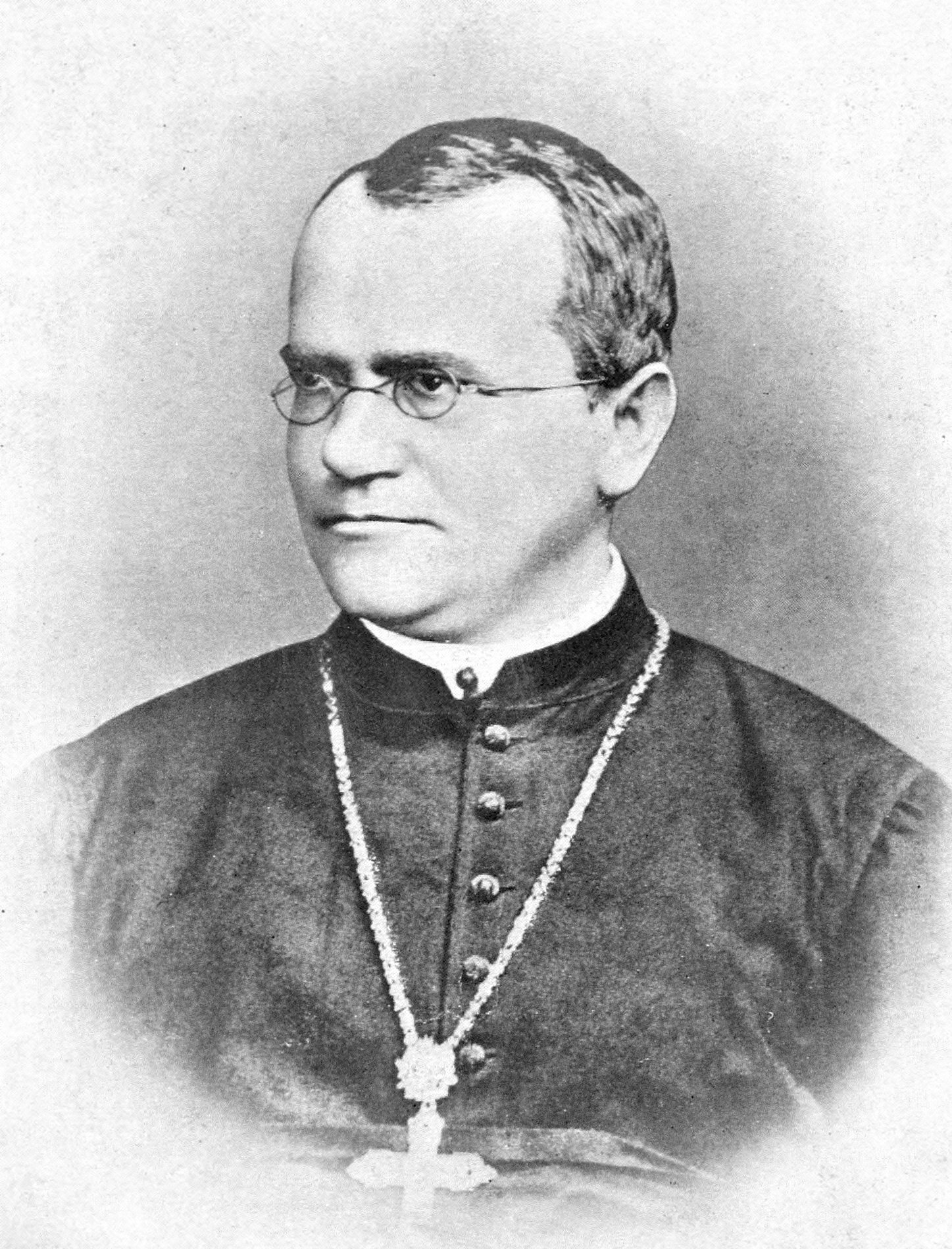
غريغور مندل، أبو علم الوراثة.

غريغور يوهان مندل هو أبو علم الوراثة، وعالم نبات وراهب نمساوي أجرى الكثير من التجارب واكتشف القوانين الأساسية للوراثة. أدت تجاربه في تكاثر نبات البازلاء إلى تطور علم الوراثة وكانت تجاربه هي الأساس لعلم الوراثة الذي يشهد تقدماً في عالم اليوم.
كان الدير في ذلك الوقت، مركزاً علمياً بالإضافة إلى كونه مركزاً دينياً؛ فالتقى مندل بالعديد من العلماء البارزين هناك. وفي عام 1851م، ابتعثه الدير لدراسة العلوم والرياضيات في جامعة فيينا الشهيرة.
في عام 1853 عاد إلى الدير، ودرّس علم الأحياء والفيزياء في مدرسة عليا محلية لمدة 14 سنة. وجاءت شهرة مندل العالمية من بحوثه الصغيرة في حديقة الدير على نباتات البازلاء وزهورها وبذورها. انتخب مندل عام 1868 رئيسًا للدير. ومنذ ذلك الحين قيدت مسؤولياته الإدارية من فرصة في الاستمرار في المزيد من البحوث قدمًا.
درس مندل في تجاربه في علم الوراثة، سبعة أزواج من السمات المميزة في نباتات البازلاء وبذورها. حيث قام مندل بتهجين آلاف النباتات وملاحظة خاصيات كل جيل لاحق من النباتات. وكان مندل يعلم أن نباتات البازلاء، مثل جميع الكائنات الحية تنتج نسلها عن طريق اتحاد خلايا جنسية خاصة تدعى الأمشاج. وفي نباتات البازلاء، يتحد مشيج ذكري، أو خلية ذكرية، مع مشيج أُنثوي، أو خلية بيضة لتُكوّن البذرة.
استنتج مندل أن السمات المميزة تنتقل خلال عناصر وراثية في الأمشاج. وتسمى هذه العناصر اليوم الجينات أو المورثات. واكتشف أن كل نبتة تتلقى زوجًا من الجينات لكل سمة، بمعدل جين واحد من كل من الأبوين.

### نظرية الانفجار العظيم

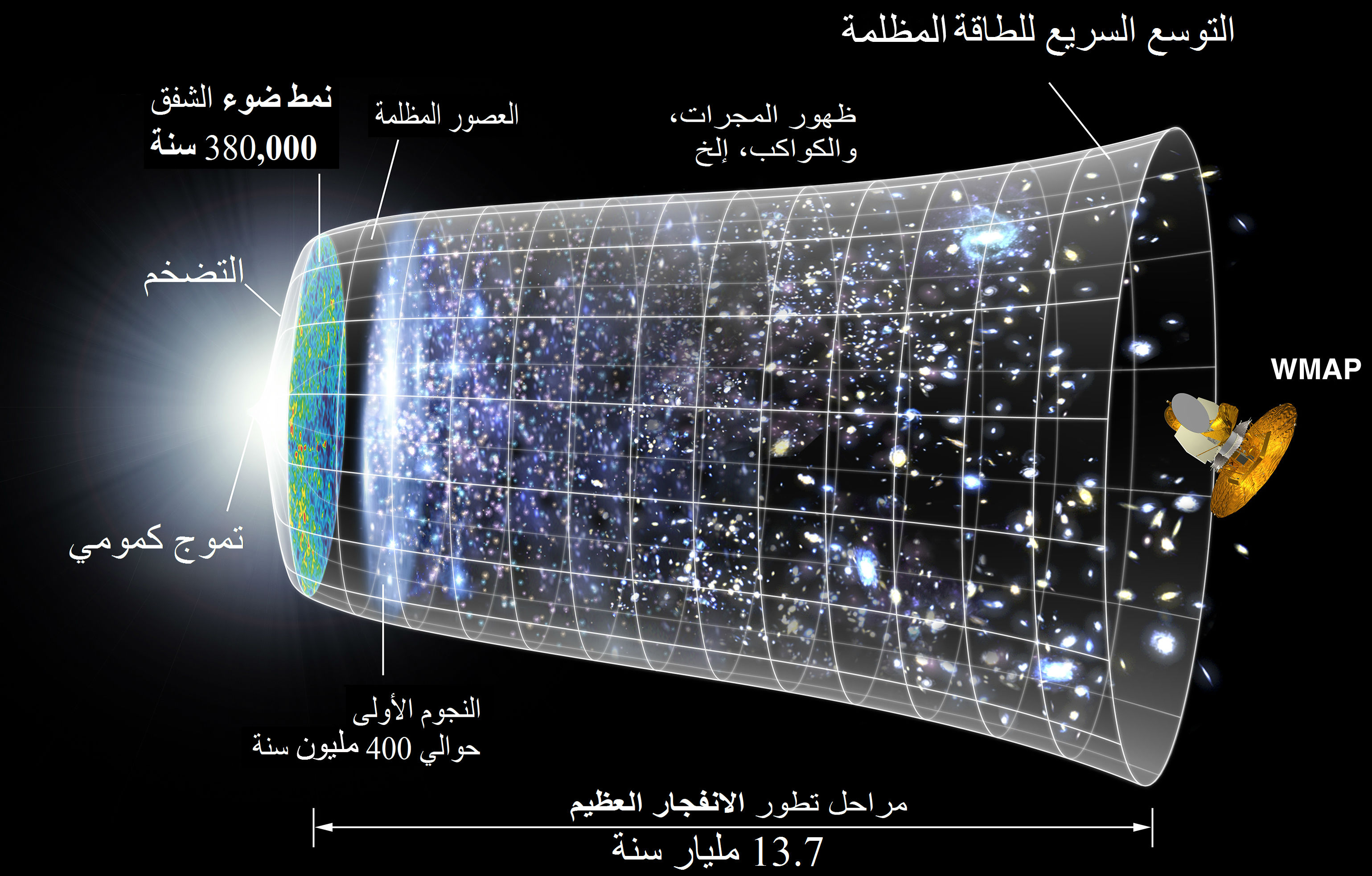
مراحل تطور نظرية الانفجار الكوني لجورج لومتر، هنا الثلاثة عشر مليار سنة الأولى، مسار الزمن من اليسار إلى اليمين (انقر الصورة). ويظهر إلى اليسار بالأزرق وقت إشعاع الخلفية الميكروني الكوني وبعده بنحو 500 مليون سنة تبدأ النجوم في الظهور وتضيئ الكون.

جورج لومتر هوو عالم فلك وقسيس كاثوليكي اقترح ما سمي فيما بعد نظرية الانفجار العظيم لنشأة الكون، وقد سماها من قبل افتراض الذرة الأولية. وهو بلجيكي الأصل، كان استاذًا للفيزياء وعلم الفلك بالجامعة الكاثوليكية بمدينة لوفان. قام جورج لومتر دراسة الفيزياء والرياضيات وبدأ دراسة اللاهوت لكي يصبح قسيسًا. وحصل عام 1920 على الدكتوراه في الفلسفة عن موضوع رسالته تقريب الدوال ذوات المتغيرات المتعددة الحقيقية في موصوع من مواضيع الرياضة البحتة. وعين قسيسًا للكنيسة الكاثوليكية عام 1923.
التحق لومتر عام 1923 بجامعة كامبريدج لدراسة علم الفلك، وتعلم على يد آرثر إدينجتون مؤسس علم الفلك الحديث دراسة النجوم والتحليل الرياضي ثم أمضى عاما في مرصد هارفارد كوليج بكامبريدج مع العالم هارلو شابلي والذي اشتهر ذاك الوقت عن بحوثه في السدم، ثم بدأ لومتر بحث الدكتوراه في العلوم في معهد ماساتشوستس للتقنية. عاد عام 1925 إلى بلجيكا وكان يقوم بتدريس بعض المحاضرات في الجامعة الكاثوليكية بمدينة لوفان. ثم قام بنشر بحثا علميا في مجلة الكائفة العلمية ببروكسل التي أشهرته عام 1927 وكانت تحت عنوان «كون متجانس ذو كتلة ثابتة ويتسع مسببا دوران السدم خارج المجرة.».
وقدم في هذه الرسالة فكرته الجديدة عن كون يتمدد (كما استنتج قانون هابل) وقام بتعيين أول تقدير لثابت هابل ولكن حتى ذلك الوقت لم يشير إلى الانفجار العظيم. ولكن كانت الحالة الأولى التي قام بدراستها تعود إلي كون البرت أينشتاين الذي يتصف بأنه كون مستقر ذو حجم ثابت.
كان لومتر رائدا في تطبيق النظرية النسبية العامة لأينشتاين في علم الكون. وفي عام 1927 سبق مقالة إدوين هابل الشهيرة بسنتين كاملتين، حيث استطاع لومتر صياغة ما عُرف بعد ذلك بقانون هابل ووصفها بأنها ظاهرة أساسية في استخدامها في علم الكون مع تطبيق النظرية النسبية، كما استطاع حساب لثابت هابل، إلا أن لم يستطع إثبات أنها علاقة خطية بين بعد المجرات والانزياح الأحمر بسبب عدم توفر نتائج إلقياسات الفعلية آنذاك وقام بها هابل في ذلك الوقت وقام بنشرها في عام 1929.
وكان ملمًا بأعمال الفلكيين وصاغ نظريته بحيث تستطيع أن تتمشى مع ماتأتي به المشاهدة العملية التي كانت متاحة في ذلك الوقت، وعلى الأخص فهم ظاهرة الانزياح الأحمر للمجرات والعلاقة الخطية بين مسافات المجرات بالنسبة غلينا وسرعتها، وقام بصياغة نظريته في الوقت المناسب حيث كان غدوين عابل على وشك القيام بنشر العلاقة بين المسافة وسرعة المجرات، والتي عززت تمدد الكون، وبالتالي تؤدي إلى نظرية الانفجار العظيم. كما أنه درس على يد ارثر إدينجتون الذي أيده وجعل العلميين آنذاك يهتمون بأعمال لومتر العلمية. وكل من جورج لومتر وألكسندر فريدمان اقترح كونا يمكن وصفه ب النظرية النسبية العامة وأنه كون يتمدد ويتسع. ولكن لومتر كان هو الأول الذي رأى أن تمدد الكون يفسر الانزياح الأحمر لخطوط طيف المجرات. وهو أول من استنتج أن شيئا يمكن وصفه بأنه عملية خلق أدت إلى تكوين الكون في الماضي. بعد وفاة جورج لومتر اكتـُشف إشعاع الخلفية الميكروني الكوني والذي أتى بتأييد عملي إضافي إلى نظرية لومتر عن نشأة الكون.
وقام كل من ألان جوت وأندري ليندا في عام 1980 بإجراء تعديل في نظرية لومتر بأن أضافا إليها مرحلة تضخم كوني أو انتفاخ كوني. رحبت أغلب الطوائف المسيحية الكبرى بنظرية الانفجار العظيم وتعتبرها لا تتعارض مع قصة الخلق المذكورة في الكتاب المقدس أو العقيدة المسيحية. يذكر أن أول من أقترح فرضية الانفجار العظيم رجل دين كاثوليكي وهو جورج لومتر.
في 22 نوفمبر 1951 م، أعلن البابا بيوس الثاني عشر في لقاء مفتوح في الأكاديمية البابوية للعلوم، أن نظرية الانفجار العظيم لا تتعارض مع مفهوم الكاثوليكية عن بداية الخلق. كما رحبت بعض الطوائف المسيحية كالإنجيلية والأرثوذكسية بالنظرية كتفسير تاريخي لقصة الخليقة، بالرغم من أن طوائف أخرى مسيحية مثل الأدفنتست والكنيسة اللوثرية في ميزوري والكنيسة الإنجيلية المشيخية الكالفينية (وهي طوائف مسيحية تعتقد ب خلقية الأرض الفتية) رفضت النظرية واعتبرتها متناقضة مع قصة الخلق المذكورة في كتاب المسيحية المقدس (تحديداً في سفر التكوين).
صرّح البابا فرنسيس في أكتوبر سنة 2014 أمام الأكاديمية البابوية للعلوم أنّ النظريات العلمية لنشوء الكون، وبينها نظرية الانفجار الكبير الذي يعتقد أنه أوجد الكون قبل 13.7 مليون عام، لا تتعارض مع تعاليم الكنيسة الكاثوليكية حيث صرّح: «نظرية الانفجار الكبير، التي تُعتبر اليوم أصل نشأة العالم، لا يتناقض مع دور الخالق، بل هو في حاجة إليه».

## حسب فروع المسيحية

### الكنيسة الكاثوليكية

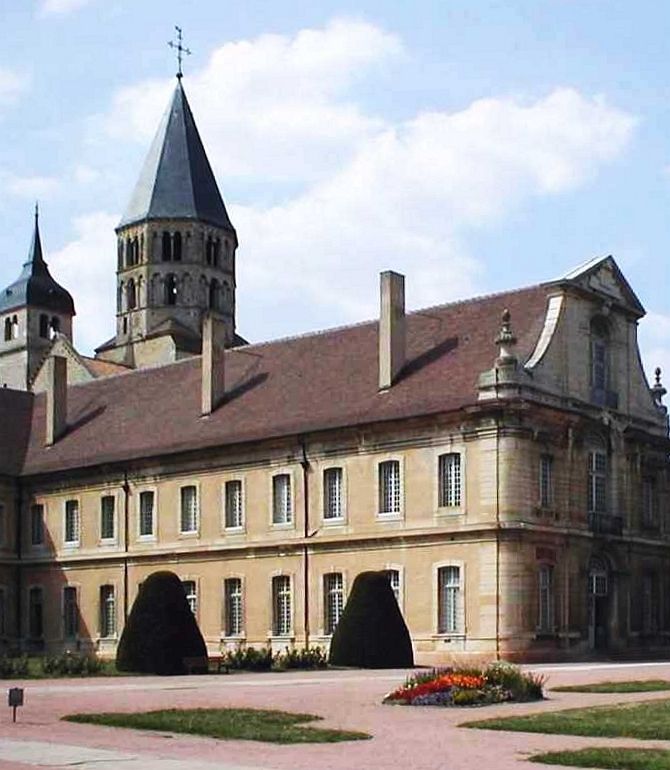
دير كلوني، شكلت الاديرة معقل للعلوم والفكر والبحث العلمي خلال القرون الوسطى، وفيها تم حفظ الفكر والعلوم القديمة.

العلاقة بين العلم والكنيسة الكاثوليكية هي موضوع نقاش واسع النطاق. تاريخياً كانت الكنيسة الرومانية الكاثوليكية في كثير من الأحيان راعية للعلوم. وأسست الكنيسة شبكة واسعة من المدارس والجامعات والمستشفيات، وقد نشط العديد من رجال الدين في العلوم. وفقاً للمؤرخ في فلسفة العلوم بيير دويم كان العلماء في الرياضيات والفلاسفة الكاثوليك مثل جان بوريدان ونيكول أورسمه وروجر باكون من مؤسسي العلوم الحديثة. وكتب المؤرخ لورانس برينسيبي «من الواضح في السجل التاريخي أنّ الكنيسة الكاثوليكية كانت على الأرجح أكبر وأحد أهم راعاة العلم في التاريخ، كما وكان العديد من المساهمين في الثورة العلمية من الكاثوليك، وكانت المؤسسات الكاثوليكية العديدة من المؤسسات ذات التأثيرات الرئيسية على صعود العلم الحديث .» مجال علم الفلك هو مثال على التزام الكنيسة في مجال العلوم. المؤرخ ج.ل هيلبرون في كتابه الشمس في الكنيسة: الكاتدرائيات والمراصد الشمسية كتب «أعطت الكنيسة الكاثوليكية المزيد من المساعدات المالية والدعم لدراسة علم الفلك لأكثر من ستة قرون، بدءًا من استعادة المعارف القديمة خلال العصور الوسطى المتأخرة وفي عصر التنوير، ربما أكثر من غيرها من المؤسسات.» وتعود عمومًا الجامعة كمؤسسة للتعليم العالي إلى القرون الوسطى ويشير الباحثين إلى كون الجامعة ذات جذور مسيحية. فقبل قيامها رسميًا، عملت العديد من الجامعات في العصور الوسطى لمئات السنين كمدارس المسيحية ومدارس رهبانية، وعلّم فيها الرهبان والراهبات، كذلك تعتبر منح الشهادة الجامعية بعد إنهاء التعليم نتاج مسيحي. ويرى المؤرخ جيفري بلايني أن الجامعة أصبحت سمة مميزة للحضارة المسيحية.
مع ذلك ، فإن أطروحة الصراع وغيرها من الانتقادات تؤكد الصراع التاريخي أو المعاصر بين الكنيسة الكاثوليكية والعلوم، وستم الإستشهاد بشكل خاص بمحاكمة جاليليو جاليلي كدليل. من جانبها، تُعلّم الكنيسة الكاثوليكية أن العلم والإيمان المسيحي متكاملا ، كما يتضح من التعليم المسيحي للكنيسة الكاثوليكية فيما يتعلق بالإيمان والعلم. قاد العلماء الكاثوليك الدينيين والعلمانيين، الاكتشافات العلمية في العديد من المجالات. ومنذ العصور القديمة أدى التركيز المسيحي على العمل الخيري العملي إلى تطوير نظام التمريض النظامي والمستشفيات، وتظل الكنيسة أكبر مزود خاص لمرافق الرعاية الطبية والبحثية في العالم. بعد سقوط روما، بقيت الأديرة ومدارس الكاتدرائية معاقل للفكر في أوروبا الغربية، وكان رجال الدين من كبار العلماء في دراسة الطبيعة العمرية والرياضيات وحركة النجوم (إلى حد كبير لأغراض دينية). خلال العصور الوسطى، أسست الكنيسة أولى جامعات أوروبا القرطوسية، حيث أنتجت علماء مثل روبرت جروسيتيست وألبيرتوس ماغنوس وروجر بيكون وتوما الأكويني، الذين ساعدوا في تأسيس المنهج العلمي.
خلال هذه الفترة، كانت الكنيسة أيضًا راعيًا للهندسة لإنشاء الكاتدرائيات المعقدة. ومنذ عصر النهضة يُعزى لعدد من العلماء الكاثوليك لتطوير مجموعة متنوعة من المجالات العلمية: كان نيكولاس كوبرنيكوس (1473-1543) رائدًا في مركزية الشمس، وقام جان باتيست لامارك (1744-1829) بتكوين نظرية التطور من خلال اللاماركية، وكان غريغور يوهان مندل (1822-1884) رائداً في علم الوراثة، واقترح الكاهن جورج لومتر (1894-1966) النموذج الكوني لنظرية الانفجار الكبير. وكان اليسوعيون نشطين بشكل خاص، خاصةً في علم الفلك. تستمر رعاية الكنيسة للعلماء من خلال مؤسسات مثل الأكاديمية البابوية للعلوم والمرقب الفلكي الفاتيكاني.

#### اليسوعيون

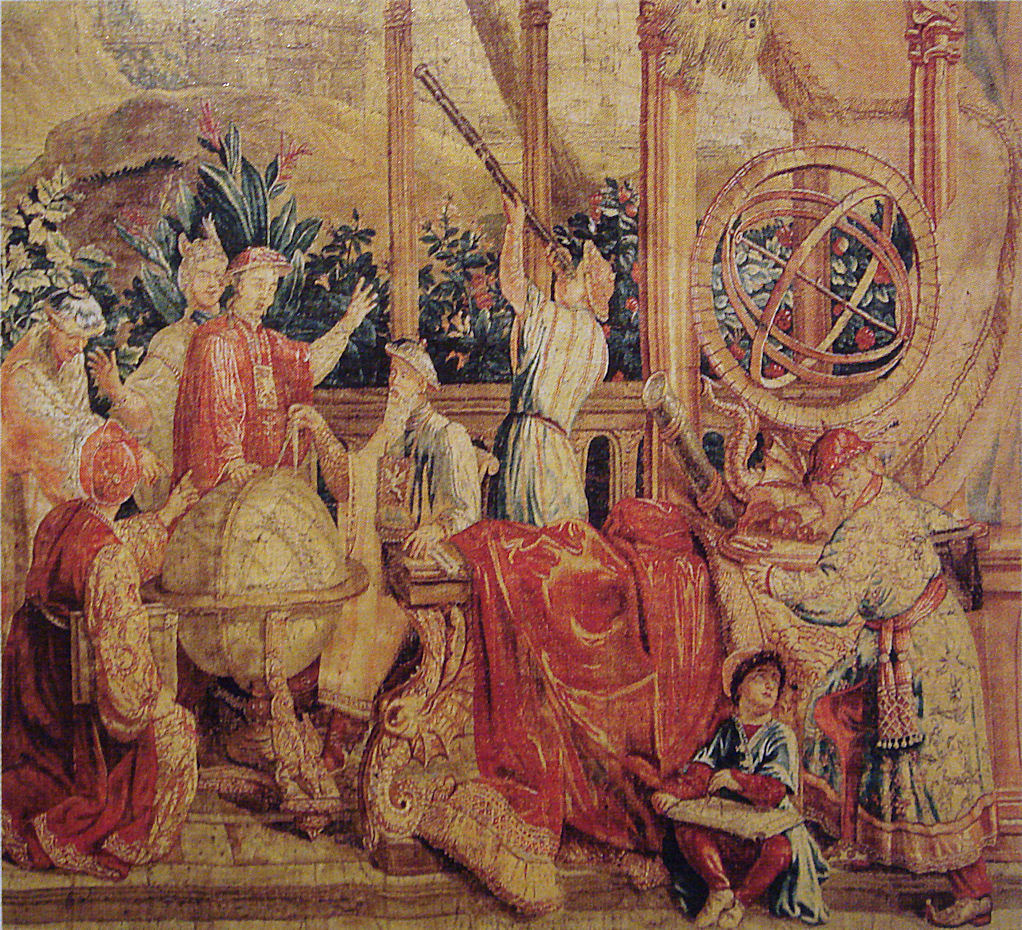
علماء فلك يسوعيين بجانب علماء صينيين.

أسس إغناطيوس دي لويولا الأسباني جمعية اليسوعيين في عام 1540. وأُعتبر اليسوعيين نخبة المجتمع الأوروبي وعمل عدد منهم كمربين للملوك في الدول الكاثوليكية. ومع افتتاح عصر التبشير وصل اليسوعيين إلى الهند واليابان والصين وكندا وأميركا الوسطى والجنوبية وأستراليا وبنوا عدد كبير من المؤسسات التعليمية. وخرّجت مدارسهم وجامعتهم نخبة وصفوة المجتمعات الغربية. وبالتالي تاريخيًا كانت الرهبانية اليسوعية من أهم رعاة العلوم في الكنيسة الكاثوليكية، فقد أنشأ اليسوعيين عدد كبير من الجامعات والمدارس والكليّات والمؤسسات التعليمية المرموقة، مما أدى إلى نشاط عدد منهم في العلوم. وشكلت جامعات اليسوعيين معاقل للفكر والعلم ومن مراكز النخبة الثقافية.
| المسيحية والعلم                 | اليسوعيون ساهموا في تطوير ساعات البندول، البارومترات، التلسكوبات والمجاهر، علم البصريات والكهرباء المغناطيسية، وفي كافة المجالات العلمية المختلفة. لاحظوا، في بعض الحالات قبل أي شخص آخر، المجموعات الملونة على سطح المشتري، وسديم المرأة المسلسلة وحلقات زحل. وضعوا نظرية حول الدورة الدموية (مستقلة عن نظرية وليم هارفي)، ونظرية الاحتمال النظري للطيران، وطبيعة المد والجزر للضوء. رسموا خرائط النجوم لنصف الكرة الجنوبي، وأطلقوا نظرية المنطق الرمزي، واوجدوا تدابير مراقبة الفيضانات في الأنهار وأدخلوا علامات الجمع والطرح في الرياضيات، كانت كل هذه جزء من الإنجازات النموذجية اليسوعية، ولا تستطيع عدم احتساب اليسوعيون عند الحديث عن العلماء المؤثرين امثال فيرما، هيغنز ونيوتن. | المسيحية والعلم |
| — جوناثان رايت، كتاب جنود الله. | |                 |

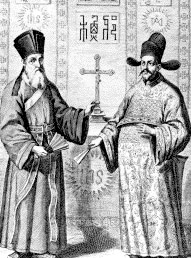
اليسوعيان ماتيو ريتشي (يسار) وشو جوانكي (يمين) في الطبعة الصينية لاصول إقليدس نشرت في عام 1607.

وبسبب الإسهامات الكبيرة لليسوعيين في تطوير علم الزلازل الكبيرة فقد أطلق على علم الزلال «بالعلوم اليسوعية». وكما وقد وُصف اليسوعيون بأنهم المساهمون الوحيدين والأهم في الفيزياء التجريبية في القرن السابع عشر. بالإضافة إلى أن فقد تمت تسمية 35 من الفوهات على سطح القمر على أسماء علماء وريضاتيين يسوعيين.
كذلك بذل رهبان الإرساليات اليسوعية في الصين والهند جهدًا هامًا في العلوم خاصًة في الرياضيات والفلك والهيدروليكية والجغرافيا عن طريق ترجمة الأعمال العلمية إلى اللغة الصينية وتطويرها. حيث لعبت الجهود بعثات اليسوعيين في الصين، بين القرن السادس عشر والسابع عشر دورًا هامًا في مواصلة نقل المعرفة والعلوم والثقافة بين الصين والغرب، وأثرت على الثقافة المسيحية في المجتمع الصيني اليوم. ومن أبرز الآثار التي تركها اليسوعيين كانت كان ترجمة آثار الفلسفة الصينية القديمة إلى لغات أوروبا ما ساهم في اطلاع الغرب والعالم على مناحي لم يطلع عليها مسبقًا. وبحسب توماس وودز فاليسوعيين طوّروا مجموعة كبيرة من المعارف العلمية ومجموعة واسعة من الأدوات العقلية لفهم الكون المادي، بما في ذلك الهندسة الإقليدية التي طورت مفهوم حركة الكواكب. واعتبر خبير آخر نقلًا عن توماس وود وبريتون أن أحد أسباب بداية الثورة العلمية في الصين كانت بسبب نشاط اليسوعيين العلمي.
| المسيحية والعلم                  | بذل اليسوعيين جهود لترجمة الأعمال الغربية الرياضية والفلكية في مصلحة الشعب الصيني وجذيت هذه الأعمال انتباه العلماء الصينيين لهذه العلوم. جعلوا الرصد الفلكي واسع جدًا ونفذوا أولى أعمال رسم الخرائط الحديثة في الصين. علّموا أيضًا تقدير الإنجازات العلمية لهذه الثقافة القديمة وجعلها معروفة في أوروبا. من خلال مراسلاتهم للعلماء الأوروبيين علموا هؤلاء لأول مرة عن العلم والثقافة الصينية. | المسيحية والعلم |
| — أغسطين أودياس، شباك إلى الصين. | |                 |

وبالتالي عرّف اليسوعيين الشعب الصيني على العلوم الغربية والرياضيات والفلك والطب، وعرّفوا العالم الغربي على الثقافة والفلسفة الصينية. حيث ترجم اليسوعيون إلى الصينية مؤلفات علمية عديدة، لاسيّما تلك المتعلقة بالرياضيات، واطلعوا الصينيين على الاكتشافات الحديثة آنذاك كالفرجارات والمؤقتات والمارايا الأفقية، كما حققوا عملاً جغرافيًا ضخمًا، وبحسب شهادة معاصرة «لا تزال خرائط اليسوعيين تثير إعجاب الاختصاصيين المعاصرين».

#### الفاتيكان

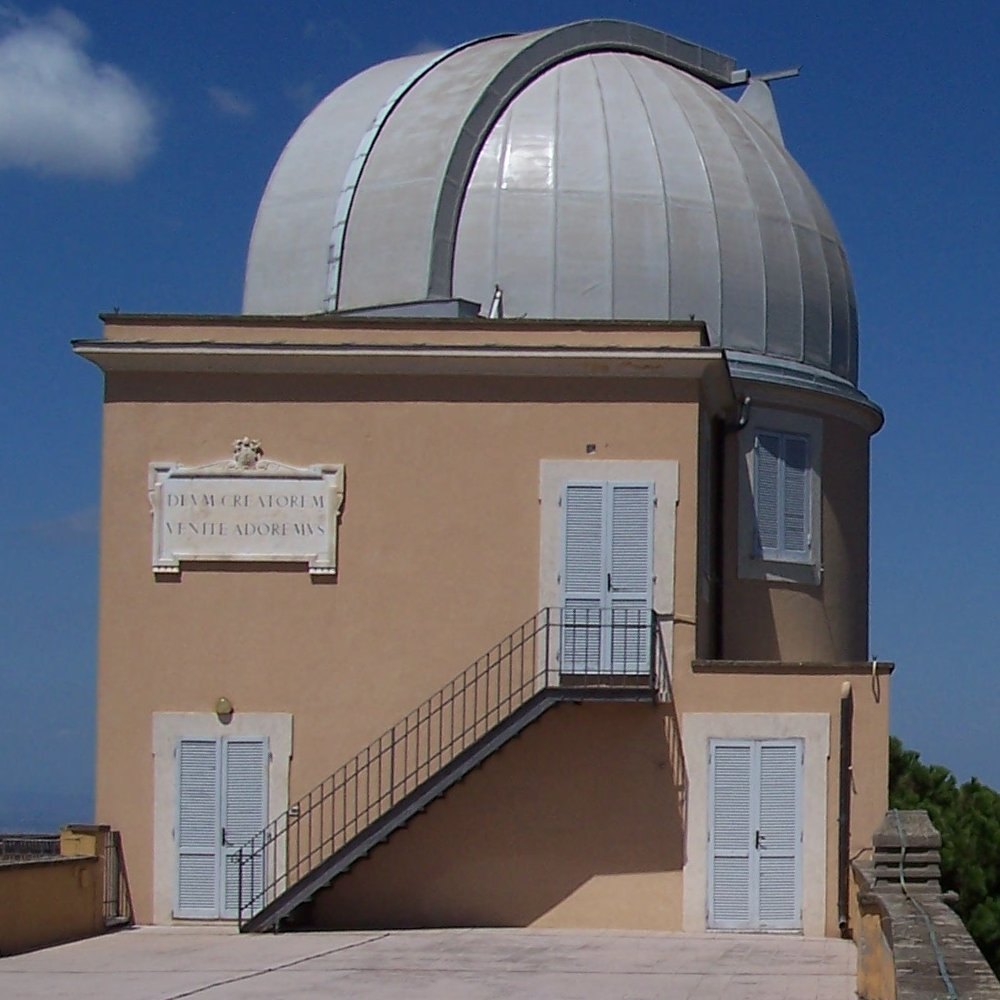
المرقب الفلكي الفاتيكاني.

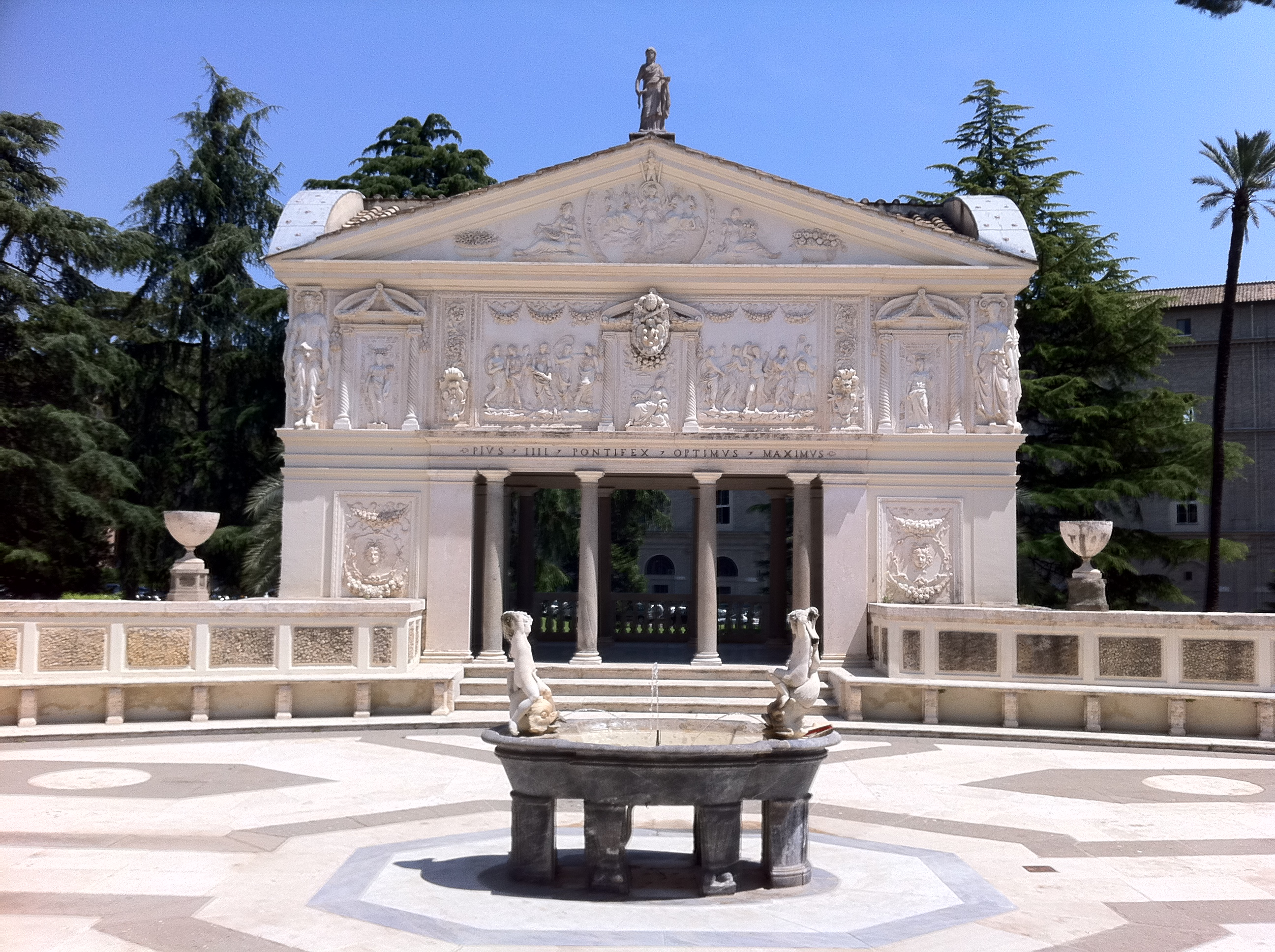
ساحة الخلفية للأكاديمية البابوية للعلوم.

حافظ الباباوات على حفظ العلوم والفكر، إذ أٌفتتحت مكتبة الفاتيكان التي ضمت أعدادًا هائلة من المخطوطات والكتب النفيسة خصوصًا إثر سقوط القسطنطينية بيد السلطان محمد الفاتح العثماني، وتهريب نفائس المدينة وكنوزها نحو أوروبا. وتعتبر مكتبة الفاتيكان مركزًا لعلوم اللاهوت، القانون، الفلسفة، الشعر، والتاريخ،
وما تزال الكنيسة الكاثوليكية حتى اليوم تساهم في تطوير العلوم، فمثلًا ترعى الكنيسة الكاثوليكية العلوم عن طريق الأكاديمية البابوية للعلوم والتي تأسست عام 1936 بطلب من البابا بيوس الحادي عشر، لتعزيز تقدم العلوم خصوصًا الرياضيات الفيزيائية والرياضيات الطبيعية ودراسة المشاكل المعرفية ذات الصلة؛ وقد خرجت أسماء هامة في علم الفيزياء في القرن العشرين أمثال الحائزين على جائزة نوبل في الفيزياء ستيفن هوكينغ وتشارلز هارد تاون وفيرنر هايزنبيرغ فضلًا عن حائزين على جائزة نوبل العلميّة من مختلف المجالات منهم إرنست رذرفورد وماكس بلانك وأوتو هان ونيلس بور وإرفين شرودنغر وغيرهم.
كما اقام الفاتيكان المرقب الفلكي الفاتيكاني في قلعة غاندولوفو إلى الجنوب من روما، ويتبع للمرقب مرقبًا آخر في جبل غراهام بيل في الولايات المتحدة الإمريكية؛ وقد خرّج المرقب الذي يعتبر واحدًا من أهم مراقب العالم عددًا من العلماء المرموقين أمثال ميشال هيلر، جورج كوين، وفان جورج بيسبورغ وجميعهم حاصلين على جوائز تمبلتون لعلماء الكونيات؛ اهتمت الكنيسة الكاثوليكية طوال تاريخها بعلم الفلك خصوصًا لأهميته في تحديد ميعاد عيد الفصح وكذلك في حساب التوقيت والأيام، وكانت الفاتيكان قد قادت عملية تصحيح التقويم عام 1583 والذي عرف باسم بابا ذلك العصر غريغوري الثالث عشر باسم «التقويم الغريغوري» وهو التقويم الميلادي المعترف به في مختلف أنحاء العالم اليوم.

#### المؤسسات الأكاديمية الكاثوليكية

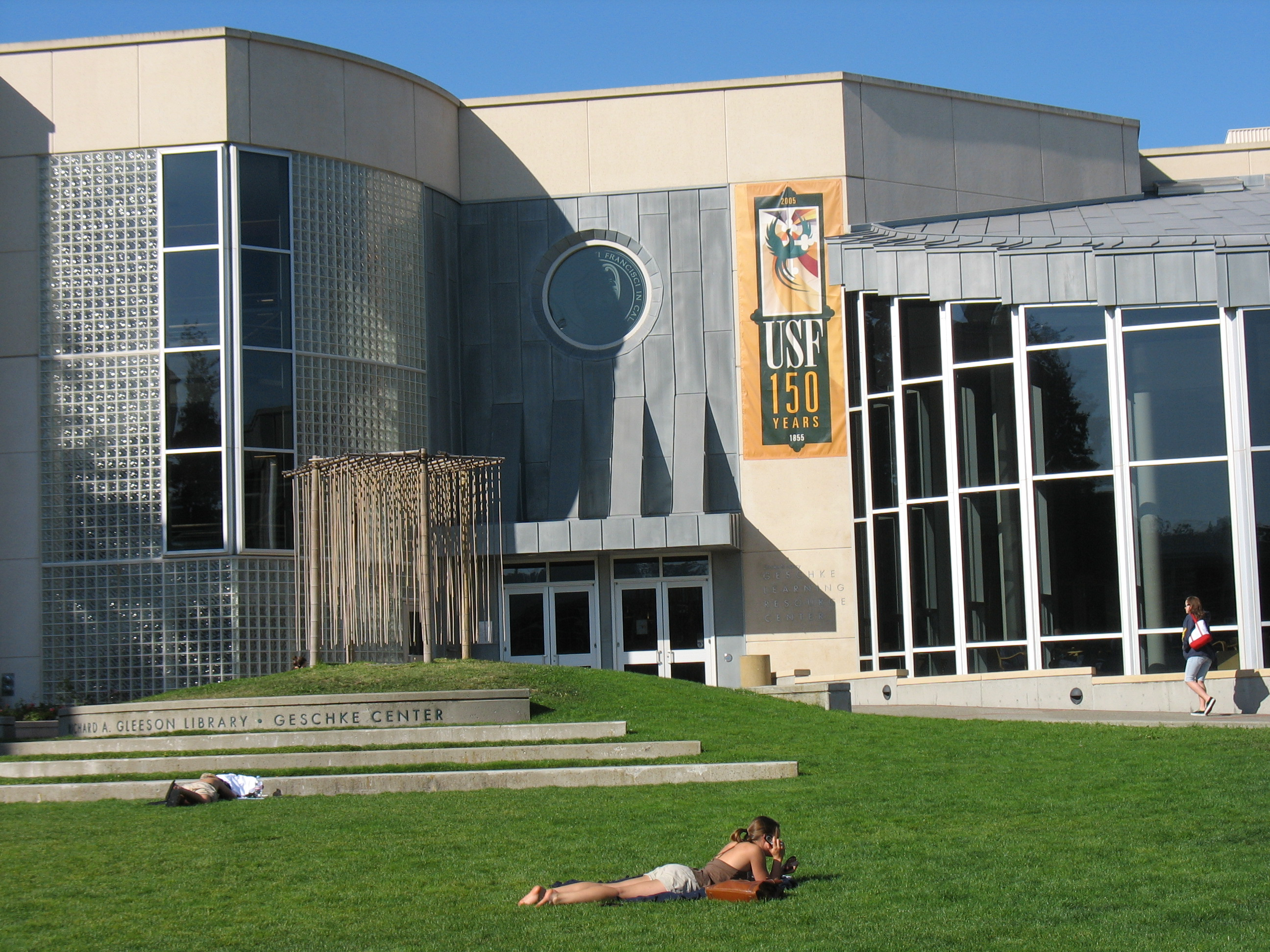
حرم جامعة القديس فرنيس في سان فرانسيسكو.

تمتلك الكنيسة الكاثوليكية 1,046 جامعة حول العالم. عدد من هذه الجامعات يعتبر من أفضل جامعات العالم مثل جامعة لوفان في بلجيكا، والتي حسب التصنيف الأكاديمي تحتل المرتبة 58 بين أفضل 500 جامعة في العالم، وجامعة جورجتاون وجامعة النوتردام وكلية بوسطن في الولايات المتحدة وجامعة صوفيا في اليابان، والجامعة الكاثوليكية في البرتغال المصنّفة حسب التصنيف الأكاديمي بين أفضل 500 جامعة في العالم، وجامعة سانتو توماس البابوية في الفلبين التي تحوي على مراكز علمية وطبيّة متطورة، والجامعة الكاثوليكية البابوية في التشيلي والجامعة الكاثوليكية البابوية في الأرجنتين والتي تحتل مقدمة الجامعات في أمريكا اللاتينية وجامعة نافارا في إسبانيا ويملكها الأوبوس داي وتعتبر من أفضل جامعات أوروبا، وغيرها من الجامعات التي تديرها الكنيسة الكاثوليكية.
عددًا من العلماء المرموقين من الحاصلين على جوائز نوبل أمثال يوجين ويغنر، كلايد كوان، فريدريك راينس، كريستيان دو دوف، جوليو ناتا، جوزيف ستيجلز، إليزابيث بلاكبيرن وغيرهم، عملوا كأساتذة وباحثين في جامعات كاثوليكيّة مختلفة وفي كافة المجالات العلميّة؛ كما ودرّس عدد من العلماء المرموقين في التاريخ العلمي في جامعات كاثوليكية منهم أندرياس فيزاليوس أبا علم التشريح الحديث وجورج لومتر مقترح نظرية الانفجار العظيم وغيرهم.
تجري في الجامعات الكاثوليكية العديد من الأبحاث العلمية في مجالات العلوم الحياتية والطبيعية، وتتجاوز أيضًا جوانب العلوم الإنسانية والاجتماعية والاقتصادية وتحوي العديد من الجامعات الكاثوليكية خاصًة اليسوعية في الولايات المتحدة واليابان على مراكز ابحاث علمية البحتة والتطبيقية، وتقنية متطورة، كما وتملك عدد من الجامعات الكاثوليكية مدارس طبيّة ذات سمعة حسنة مثل جامعة جورجتاون مدرسة الطب المرموقة.

### البروتستانتية
يرى عدد من المؤرخين وعلماء الاجتماع أن ظهور البروتستانتية كان لها أثر كبير في نشوء الثورة العلمية، وكأحد الأسباب التي أدت إلى الثورة العلمية خاصًة في انكلترا وألمانيا، فقد وجدوا علاقة ايجابية بين ظهور حركة التقوى البروتستانتية والعلم التجريبي.
يعزو أستاذ التاريخ بيتر هاريسون المساهمة في نهوض الثورة العلمية إلى المسيحية:
بحسب الأطروحة ساهم أيضًا عدد من أتباع الحركات البروتستانتية التطهيرية (أو البيوريتانيَّة) والتقويَّة في الإستقلالية الفكرية وتوفير الأدوات الفكرية والقيم الهامة للعلم. وكمثال على ذلك، تحدت حركة التقويَّة العقيدة الأرثوذكسيَّة عن طريق وسائل صيغ جديدة: أكتسبت المجلات الدورية اكتسبت أهمية مقابل الأطروحة الواحدة، وحل النقاش التنافسي محل الجدل التقليدي، والذي الذي حاول الحصول على المعارف الجديدة بدلاً من الدفاع عن الأطروحة الأرثوذكسية. وهو جزء من تأثير حركة التقوية التي أدت إلى الحداثة.
واستنادًا إلى روبرت ميرتون فأن العلاقة بين الانتماء الديني والاهتمام بالعلم هو نتيجة لتضافر كبير بين القيم البروتستانتية وتلك في العلوم الحديثة. وقد شجعت القيم البروتستانتية على البحث العلمي من خلال السماح بالعلم لتحديد تأثير الله على العالم، وبالتالي يتم تقديم مبررات دينية لأغراض البحث العلمي.
وتاريخيًا فالبروتستانتية لم تدخل في صراع مع العلم. وكان روبرت ميرتون قد أسند نظريته بسبب كون أغلب العلماء في الجمعية الملكية وهي من المؤسسات العلمية المرموقة من البروتستانت. وكان قد سبقه عدد من الباحثين في اعتبار أخلاق العمل البروتستانتية كقيم الموثوقية، والادخار، والتواضع، والصدق، والمثابرة والتسامح، كأحد أسباب نشأة الثورة الصناعية. وسببًا لتطور المجتمع اقتصاديًا ودافع لتطوير العلوم وواحدة من المحركات الدافعة لبنية المجتمع العلمي، كون البروتستانتية تركز على الاجتهاد وتعطي مكانة مميزة للدراسة والمعرفة والعقل.

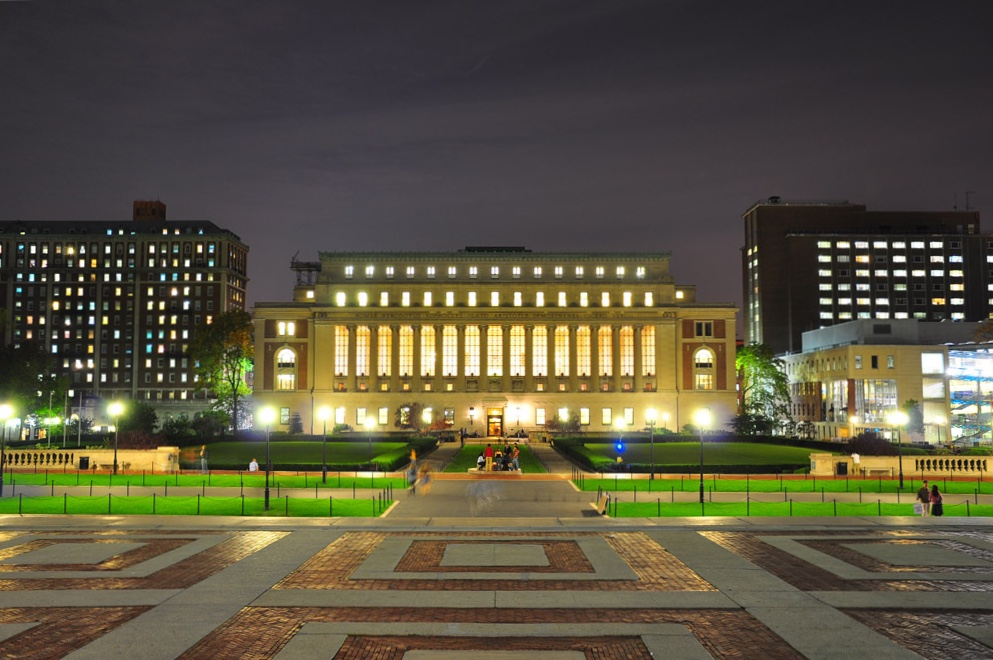
مكتبة جامعة كولومبيا، والتي كانت من معاقل البروتستانت، أثرت البروتستانتية على انتشار الأبحاث العلمية.

في عام 1958، قام عالم الاجتماع الأمريكي جيرهارد لينسكي بتحقيق في منطقة ديترويت في ميشيغان نشره تحت عنوان العامل الديني: دراسة سوسيولوجية الدين في التأثير على السياسة، والإقتصاد، والحياة الأسرية كشف، من بين أفكار أخرى، وجود فروق ذات دلالة إحصائية بين الكاثوليك من جهة والبروتستانت (البيض) واليهود من جهة أخرى فيما يتعلق بالإقتصاد والعلوم. ودعمت البيانات التي قام بها لينسكي الفرضيات الأساسية لأطروحة ماكس ويبر الأخلاق البروتستانتية وروح الرأسمالية. بحسب لينسكي: «المساهمات البروتستانتية في التقدم المادي، أصبحت بشكل غير مقصود وإلى حد كبير من المنتجات لبعض الصفات البروتستانتية المميزة. وكانت هذه النقطة المركزية في نظرية ويبر». وأشار لينسكي إلى أن جون ويسلي، وهو واحد من مؤسسي الكنيسة الميثودية، قد لاحظ أنَّ «العناية والتدبير» جعلت من الميثوديين أثرياء. حيث يقول لينسكي «في عصر مبكر، كان لكل من الزهد البروتستانتي والتفاني في العمل، كما لاحظ كل من ويسلي ويبر، من الأنماط المهمة التي عملت في تحقيق التقدم الاقتصادي». ومع ذلك، قال لينسكي، أنَّ الزهد أصبح نادر بين المذاهب البروتستانتية الحديثة. بدلاً من ذلك، أصبح لدى البروتستانت (البيض) واليهود درجة عالية من «الإستقلاليَّة الفكريَّة» والتي سهلت من التقدم العلمي والتقني. وفي المقابل، أشار لينسكي، أنَّ الكاثوليك طوروا توجه فكري مميز والذي يُقّدِر «الطاعة» لتعاليم الكنيسة فوق الإستقلالية الفكريَّة، مما جعلها أقل ميلاً للدخول المهن العلمية. وصل علماء الاجتماع الكاثوليك  لنفس النتائج.
أرجع لينسكي هذه الإختلافات إلى الإصلاح البروتستانتي ورد فعل الكنيسة الرومانية الكاثوليكية لذلك. وفقًا للينسكي شجع الإصلاح البروستانتي الإستقلاليَّة الفكريَّة بين البروتستانت، ولا سيما بين القائلون بتجديدية العماد، والتطهيريين (أو البيوريتانيَّين)، والتقويَّين، والميثوديين، والمشيخيين. في العصور الوسطى، كانت هناك ميول نحو الإستقلالية الفكرية بين الكاثوليك، كما حدث في حالة دسيدريوس إراسموس. ولكن بعد الإصلاح البروتستانتي، قام الزعماء الكاثوليك بالتعرف بشكل متزايد على هذه الإتجاهات والتي أرتبطت مع البروتستانتية، وبالتالي طالب الزعماء الدينين الكاثوليك بأن يكونوا مطيعين وأوفياء للكنيسة. في رأي لينسكي، أظهرت دراسته أن هذه الاختلافات بين البروتستانت والكاثوليك قائمة حتى يومنا هذا. ويقول: «لا يمكن تصنيف أي من الدول الكاثوليكية في العالم الحديث كأمم صناعية كبرى، وعلى الرغم من أن بعض الدول الكاثوليكية - مثل فرنسا وإيطاليا والأرجنتين والبرازيل وتشيلي - هي إلى حد بعيد دول صناعيَّة متقدمَّة ومتطورة، لكنها ليست من الأمم القادة في المجالات التكنولوجيَّة والعلميَّة، ولا يبدو من المرجح أن تصبح كذلك في الآونة الأخيرة؛ وذلك على خلاف الدول البروتستانتية - مثل الولايات المتحدة والمملكة المتحدة وألمانيا -». في عام 1963 قام بعض علماء الاجتماع الكاثوليك في البرازيل بالمقارنة بين التقدم العلمي والتكنولوجي في بلادهم مع الولايات المتحدة وخلصت دراستهم إلى أن العامل الرئيسي المسؤول عن المعدلات التفاضلية في التنمية هو التراث الديني للبلدين.
في كتابهم الصادر عام 2014 حول صعود وسقوط المجموعات الثقافية الأمريكية، وجدت أساتذة كلية الحقوق بجامعة ييل آمي تشوا وجيد روبنفيلد نموذجاً مشتركاً وراء النجاح البروتستانتي واليهودي والآسيوي في الولايات المتحدة. تم تعريف المجموعات الثلاث من خلال «حزمة ثلاثية» من ثلاثة ميول: عقدة التفوق، وانعدام الأمن، والتحكم في الإندفاع. ووفقاً لهم قامت المؤسسة الأسقفية في الولايات المتحدة بإنشاء أمة «الحزم الثلاثية» في نهاية المطاف. وأصبحت أالولايات المتحدة بلدًا «مقتنعاً بمصيرها الإستثنائي، الذي يخلط مع أخلاقيات العمل الشاق الموروثة من البيوريتانيين، والتي تم الإستيلاء عليها من خلال شريحة سيئة السمعة على الكتف الجماعي في مواجهة أوروبا الأرستقراطية، وغرس نوع جديد من عدم الأمان في بلدها».
وحتى مع ضعف «متلازمة إنجاز النخبة البروتستانتية» في أمريكا، تداخل تراثها التاريخي مع ثقافات «الحزم الثلاثية» الجديدة مثل اليهود والآسيويين.

#### جوائز نوبل
ذكر عالم الاجتماع جيرهارد لنسكي في أوائل عقد 1960 أنَّ العلماء البروتستانت كانوا أكثر إنتاجية بست مرات من نظرائهم الكاثوليك، وهو اختلاف انعكس في حقيقة أن المجتمعات البروتستانتية ولدت الكثير من الحائزين على جائزة نوبل للعلوم أكثر من الكاثوليك. بين عام 1900 وعام 1977، جاء حوالي 60% من الحائزين الأمريكيين على جائزة نوبل في العلوم إما من مدينة نيويورك أو من الغرب الأوسط، ويرجع ذلك إلى حد كبير إلى الإنجازات غير المتناسبة للمجتمعات اليهودية والبروتستانتية.
وجد الخبير الاقتصادي جون هوللي الذي عمل مع البنك الدولي في كتابه مذنب، يهود ومسيحيون أن 86% من جوائز نوبل بين الأعوام 1901 و1990 كانت من نصيب البروتستانت واليهود، حصل البروتستانت على 64% من جوائز نوبل مقارنة مع 22% من اليهود، على الرغم من أن نسبة البروتستانت في العالم هي 7.0%. وفقاً لإحصائيات كتاب النخبة العلميّة: الحائزين على جائزة نوبل في الولايات المتحدة من قبل الباحثة هارييت زوكرمان، وفي مراجعة للحائزين على جائزة نوبل من الولايات المتحدة، والتي تم منحها في الفترة ما بين عام 1901 وعام 1972، كان 72% من الأمريكيين الحائزين على جائزة نوبل من البروتستانت خصوصاً من المذهب الأسقفي والمشيخي واللوثري، وحوالي 27% من الأمريكيين الحائزين على جائزة نوبل من اليهود. وذكرت دراسة نُشرت في كتاب النخبة العلميّة: الحائزين على جائزة نوبل في الولايات المتحدة أنّ 70.3% من النُخبة العلميّة في الولايات المتحدة هم من خلفيَّة بروتستانتية؛ فضلًا عن حوالي 60.9% من نخبة الأطباء و74.1% من نخبة عُلماء الكيمياء و68.2% من نخبة عُلماء الفيزياء في الولايات المتحدة هم من البروتستانت. وفقًا لكتاب ذكرى 100 عام لجائزة نوبل كان حوالي (65.4%) من الحاصلين على جائزة نوبل بين الأعوام 1901- 2000 من المسيحيين. وكان حوالي 32% من الحائزين على جائزة نوبل من أتباع الطوائف البروتستانتية في أشكالها المختلفة (208 جائزة)، على الرغم من أن البروتستانت يشكلون بين 11.6% إلى 13% من سكان العالم. وكان كل من اللوثريين والكالفينيين والأنجليكان على التوالي البروتستانت الأكثر حصولًا على جوائز نوبل.

#### الكويكرز في العلوم

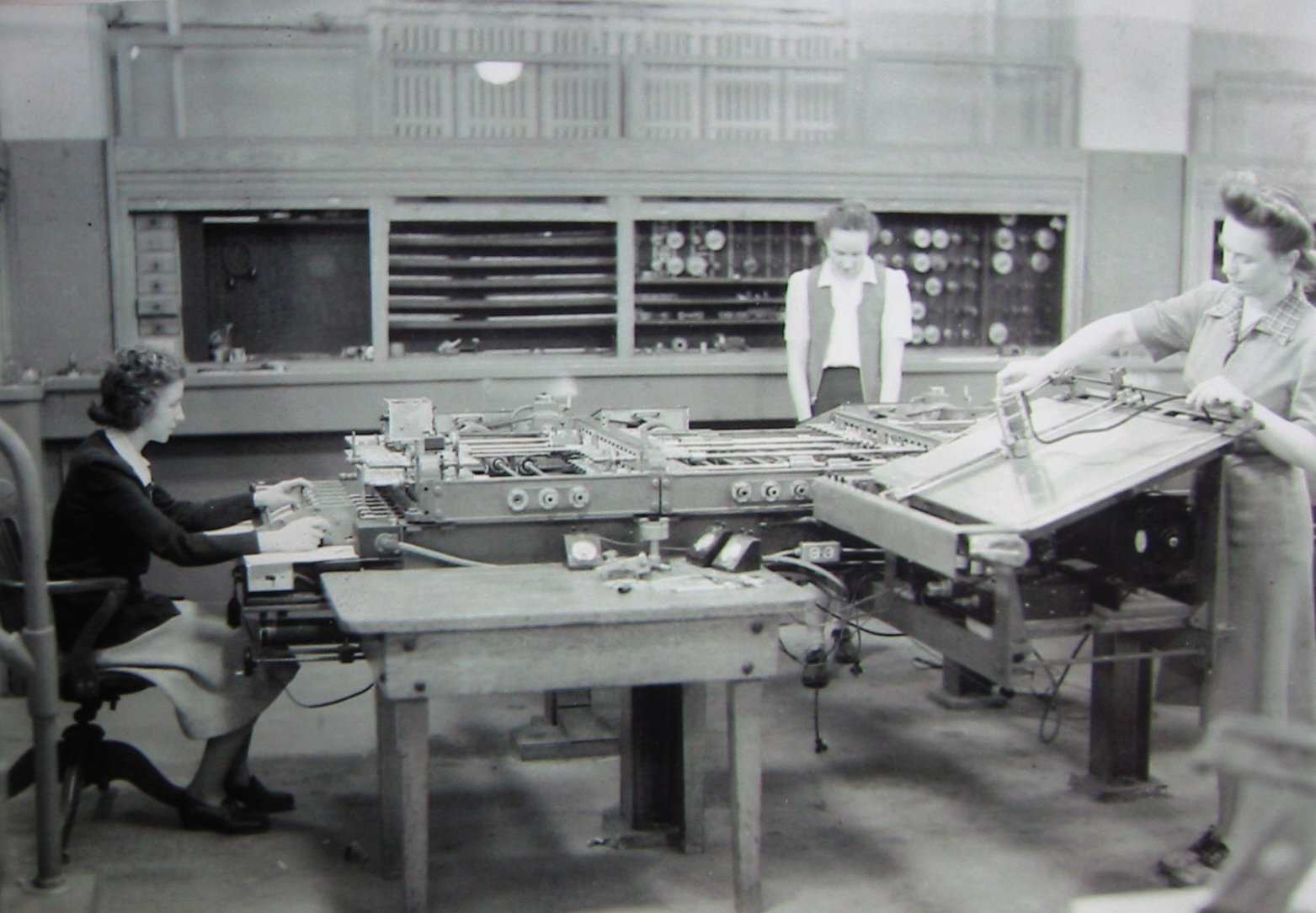
الشقيقات اليس وكاثلين وسيس أنطونيللي، وتعتبر العالمة كاثلينأنطونيللي من مبرمجات إينياك الآوائل، وهي من الكويكرز.

ومن الطوائف البروتستانتية التي عرفت بكثرة حضور العلماء، جمعية الأصدقاء الدينية أو الكويكرز، حيث حضور العلماء هو أعلى لديهم مقارنة مع طوائف وديانات أخرى كما وقد برز عدد كبير منهم في الجمعية الملكية البريطانية وجوائز نوبل وبنسبة تفوق نسبتهم السكانية. مما دفع عدد من الباحثين الربط بين ارتفاع معدل الذكاء والكويكرز، فبحسب عدد من الدراسات ومنها كتاب الدين والذكاء لآرثر رايسترك، أظهر مسح إجتماعي قامت به جامعة شيكاغو علاقة إيجابية بين الكويكرز البيض وارتفاع معدل الذكاء، جنبًا إلى جنب الأسقفيين البيض والمشيخيين واللوثريين البيض واليهود الأشكناز. في دراسة أجريت عام 2009 حول اختلافات الذكاء للأميركيين البيض من خلال الطوائف، سجل الأسقفيين البيض أعلى متوسط معدل الذكاء قدره 113، وبحسب دراسة أجربت عام 2002 سجل الأسقفيين البيض والتوحيديين المسيحيين والكويكرز أعلى متوسط معدل الذكاء وأفضل إداء في اختبار سات SAT بين الطوائف المسيحية في الولايات المتحدة. كما أن أداء الكويكرز في اختبار سات SAT وذلك وفقًا لدراسة نشرتها وال ستريت جورنال، يعتبر من الأفضل مقارنًة مع جماعات دينية أخرى، خصوصًا في مادة الرياضيات، يُذكر أنه وفقًا للدراسة التي نشرتها وال ستريت جورنال فإن ستة طوائف بروتستانتية تتصدر قائمة أولى العشرة طوائف دينية التي حصلّت على أفضل اداء في اختبار سات SAT على مستوى الولايات المتحدة.
يعود بروز جمعية الأصدقاء الدينية المعروفين أيضًا بالكويكرز في العلوم بسبب القيم التي حملها هذا المذهب في تشجيع المواهب العلمية. وقد أشار ديفيد هاكيت فيشر ذلك في كتابه بذور البيون من نظرية اقترحها في أن الكويكرز في الولايات المتحدة يفضلون «دراسة مميزة» عن الدراسات التقليدية الشعبية مثل اللغة اليونانية أو اللغة اللاتينية وكثيرًا ما ارتبط الكويكرز مع النخبة الثقافية في الولايات المتحدة. وتقترح نظرية أخرى سبب ذلك إلى تجنبهم الكهنوت واعطائهم مكانة خاصة للتعليم مما أعطاهم مزيدًا من المرونة في الاستجابة للعلم. ومن الأسماء التي لمعت في مجالات علمية جون دالتون وتوماس هودجكن وتوماس يونغ وجوزف ليستر وهنرييتا سوان ليفيت وكاثلين ونسديل، العالمة في دراسة البلورات بالأشعة السينية وفردريك سانغر عالم كيمياء حيوية الذي تحصل مرتين على جائزة نوبل في الكيمياء.
على الرغم من التوجه الطائفي للمؤسسات الأكاديمية وللجامعات في الولايات المتحدة وبريطانيا خلال القرن التاسع عشر إذ كانت الجامعات المرموقة لها توجه بروتستانتي انجليكاني وكالفيني. إلا أن تمثيل الكويكرز في هذه المؤسسات كان يفوق نسبتهم السكانية، فمثلًا كانت نسبة الكويكرز عالية في طاقم الإداري أو طلاب جامعات رابطة اللبلاب بالإضافة إلى تمثيل عالي في الجمعية الملكية البريطانية والحاصلين على جوائز نوبل وبنسبة تفوق نسبتهم السكانية، ومن الأسماء التي لمعت في مجالات علمية جون دالتون وتوماس هودجكن وتوماس يونغ وهنرييتا سوان ليفيت وكاثلين ونسديل، العالمة في دراسة البلورات بالأشعة السينية.

### الكنائس المسيحية الشرقية

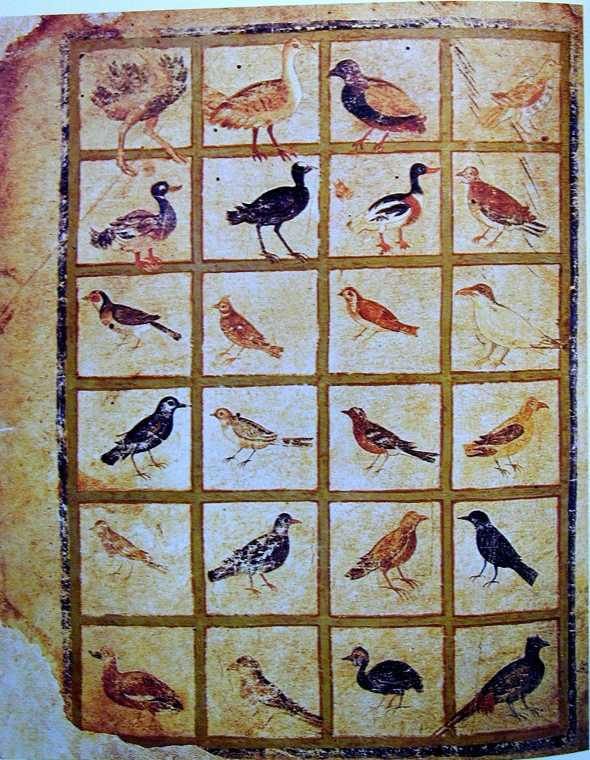
منمنمة لكتاب علمي عن الطيور للراهب البيزنطي استاثيوس من تسالونيكي.

ساهم المسيحيون المشارقة (وخاصةً المسيحيين النساطرة) في الحضارة العربية الإسلامية خلال الفترتين الأموية والعباسية من خلال ترجمة أعمال الفلاسفة اليونانيين إلى اللغة السريانية وبعدها إلى اللغة العربية. خلال القرنين الرابع والسابع الميلادي، بدأت حركة العمل العلمي في اللغتين السريانية واليونانية حديثًا أو استمرت منذ الفترة الهلنستية. تضمنت مراكز التعلم ونقل الحكمة الكلاسيكية كليات مثل مدرسة نصيبين، ثم مدرسة الرها، ومستشفى والأكاديمية الطبية في جنديسابور؛ كما وشملت أيضاً مكتبة الإسكندرية والمكتبة الإمبراطورية في قسطنطينية؛ كما وكانت هناك مراكز أخرى للترجمة والتعلم تعمل في مرو الشاهجان وسلانيك ونيسابور وطيسفون. وعمل العديد من المسيحيين النساطرة واليعاقبة في بيت الحكمة الذي تم تأسيسه في بغداد خلال العهد العباسي. ولعب النساطرة دورًا بارزًا في تكوين الحضارة العربية والإسلامية، وبرز منهم أسماء في الفلسفة والعلوم (مثل حنين بن إسحاق، وقسطا بن لوقا، ويوحنا بن ماسويه، وسعيد بن البطريق، وجبريل بن بختيشوع وغيرهم)، وكان الأطباء الشخصيين للخلفاء العباسيين في الغالب من المسيحيين الآشوريين مثل سلالة بختيشوع التي خدمت الخلفاء لفترة طويلة.
خلال عصر النهضة البيزنطية دعمت الكنيسة الشرقية الحركة والنهضة العلمية وخاصة في مجال علم الفلك والرياضيات والطب فكتب الرهبان الموسوعات الطبية التي تضمنت شروحا في أمراض العين والأذن والفم والعمليات الجراحية، وقد ترجمت هذه الموسوعات إلى اللاتينية والسريانية والعربية. كما انتج الرهبان البيزنطيين ابحاثًا في حقول كيمياء المعادن والسبائك والرياضيات والهندسة الجغرافية، وكانوا يؤمنون بأن الكواكب والنجوم لها تأثير على أحداث الأرض، وكانت هذه العلوم السبب الرئيسي في احياء الاداب اليونانية القديمة والدراسات النحوية والأدبية والعلمية في إيطاليا مطلع عصر النهضة.
كانت هجرة العلماء البيزنطيون إلى أيطاليا أثناء انهيار الإمبراطورية البيزنطية (1203-1453) وخاصةً بعد سقوط القسطنطينية عام 1453 وحتى القرن السادس عشر تعتبر من قبل بعض العلماء باعتبارها مفتاح إحياء الدراسات اليونانية والرومانية وبالتالي تطور النهضة الإنسانية والعلمية. كان المهاجرون من النحاة والإنسانيين والشعراء والكتاب والناشرين والمحاضرين والموسيقيين وعلماء الفلك والمهندسين المعماريين والأكاديميين والفنانين والفلاسفة والعلماء والسياسيين وعلماء الدين. جلبوا إلى أوروبا الغربية كتبهم الإغريقية المتخمة بالمعرفة والمحفوظة.

## قضايا خلافية

### قضية جاليليو جاليلي

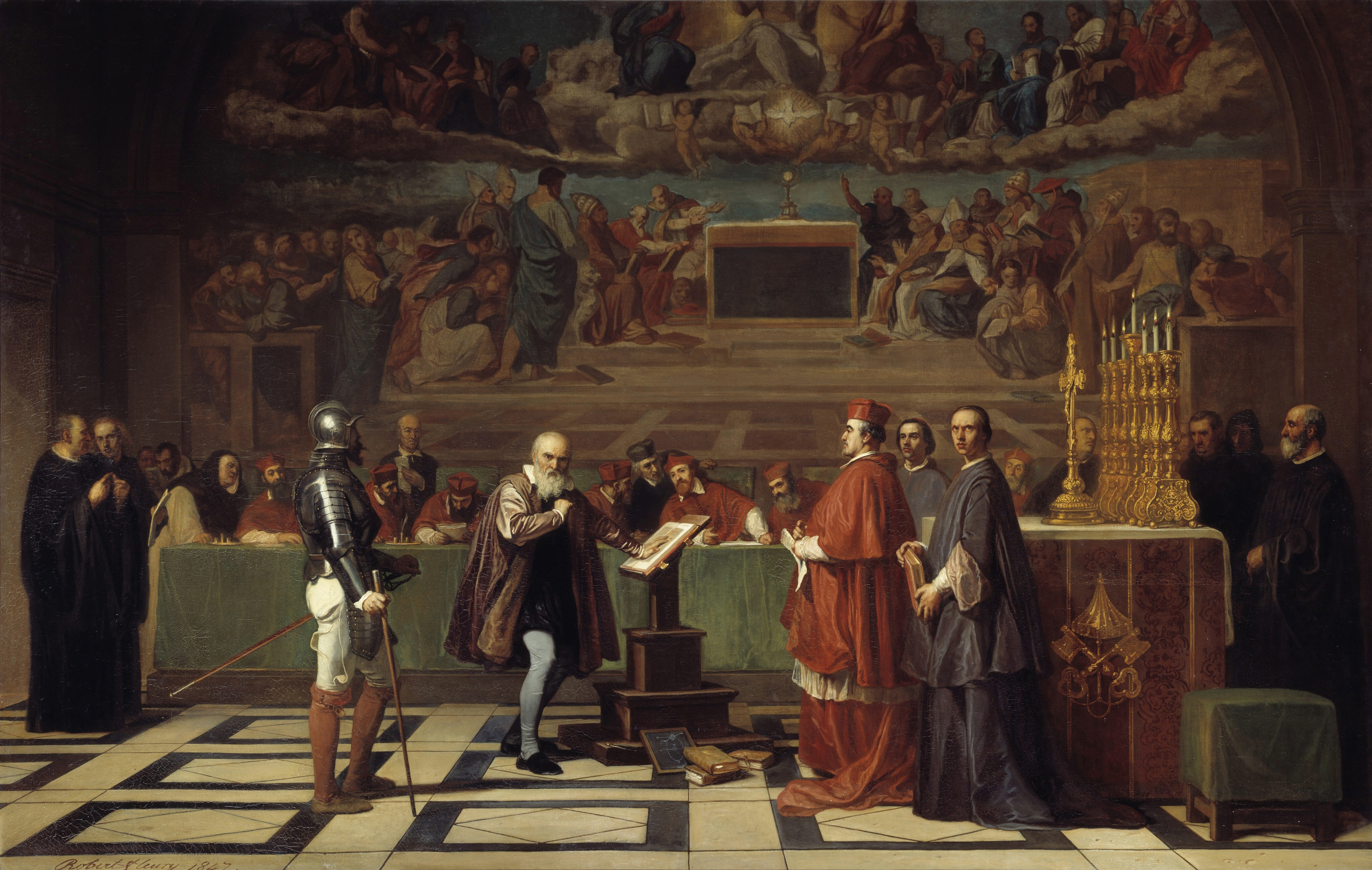
محاكمة غاليليو غاليلي، بريشة جوزيف نيكولاس روبرت فلوري.

خلال عصر النهضة سعت الكنيسة الكاثوليكية ورجال الدين أيضًا في أوقات مختلفة لفرض رقابة على النصوص والعلماء. خاصة عقب سيطرة المحافظين على الكرسي الرسولي منذ وفاة البابا جول الثالث سنة 1555، مما أدى إلى إدانة بعض العلماء، وأشهرها قضية ادانة غاليليو غاليلي سنة 1633.
خلال عصر النهضة ظهر كل من عالم الفلك نيكولاس كوبرنيكوس، والذي كان راهبًا، وقد صاغ نظرية مركزية الشمس وكون الأرض جرماً يدور في فلكها وذلك سنة 1543، وغاليليو غاليلي الكاثوليكي المتدين، الذي نشر نظرية كوبرنيكوس ودافع عنها بقوة على أسس فيزيائية، فقام أولا بإثبات خطأ نظرية أرسطو حول الحركة، وقام بذلك عن طريق الملاحظة والتجربة عن طريق التكنولوجيا الجديدة للتلسكوب. بعد تأسيس الكنيسة اعتمدت في ذلك الوقت نظريات اليونان القديمة والتي وضعت في مرحلة ما قبل المسيحية من قِبل بطليموس وأرسطو، وهي نموذج مركز الأرض. عندما بدأ غاليليو إلى التأكيد على أن الأرض في الواقع تدور حول الشمس، وجد نفسه قد طعن في المؤسسة الكنسيّة في وقت حيث التسلسل الهرمي للكنيسة قد ارتبط مع السلطة الزمنية، وكانت تعيش في صراع وتحدي سياسي متواصل يقابله صعود البروتستانتية. بعد مناقشات مع البابا أوربان الثامن، الذي ابدى اعجابه ودعمه لنظرية غاليليو، وبالتالي فقد أعتقد عاليليو انه امكنه تجنب توجيه اللوم عن طريق عرض حججه في شكل حوار. كون غاليليو دعم نظرية كوبرنيكوس علنيًا قام خصوم الأخير، والذين كانوا من الداعين لنموذج مركز الأرض المعروف منذ أيام اليونان القدماء، بالهجوم عليه وشكوته إلى البابا محتجين أن ما يدعوا إليه يخالف تفسيرهم لبعض الآيات في التوراة. رغم أن الفكرة التي ادين جاليلي بسببها وهو مركزية الشمس كانت قد ظهرت أولاً على يد كوبرنيك واستقبلت بحفاوة في بلاط البابا بولس الثالث سنة 1543، ما يعكس تأثير الوضع السياسي على الكنيسة.
بالرغم أن غاليليو لم يكن طرفًا في ذلك النزاع، وكانت قد تركه رجال الكنيسة بسبب صداقته مع البابا أوربان الثامن. لكن بسبب الضغوط التي وجهت البابا وكونه كان في مرحلة سياسية صعبة، فقد غاليليو من يحميه ويدافع عنه في روما فحكمت عليه المحكمة بعد سنوات من المراقبة متداخلة، مشاورات مع الباباوات، ومناقشات شفهية وخطية مع علماء الفلك ورجال الدين، فعقدت محاكمة من قبل محاكم التفتيش الرومانية سنة 1632. اتهم غاليليو بالاشتباه بالهرطقة وحكم عليه بالسجن لإرضاء خصومه الثائرين. وفي اليوم التالي خف الحكم إلى الإقامة الجبرية. وتم منعه من مناقشة تلك الموضوعات، وأعلنت المحكمة بأن كتاباته ممنوعة. وقد دافع غاليليو عن نظرية مركزية الشمس، قائلاً أنها لا تعارض ما ورد في النصوص الدينية. منذ ذلك اعتكف جاليليو جاليلي في بيته وأمضى به بقية حياته. يرى عدد من المؤرخين أن الحكم الذي صدر ضد غاليليو ومحاكمته كانت لدوافع سياسية وشخصية.
بعد محاكمة غاليليو وبحسب المؤرخ جاكوب برونسكي: «كان من تأثير محاكمة غاليليو انتقال  الثورة العلمية من الآن فصاعدا إلى أوروبا الشمالية.»
أدت محاكمة جاليليو جاليلي أمام محكمة الفاتيكان إلى مناقشات طويلة عبر التاريخ.
في عام 1741 صدر تصريح من البابا بنديكت الرابع عشر بطباعة كل كتب جاليليو. وفي عهد البابا بيوس السابع عام 1822 أصدر تصريح بطباعة كتاب عن النظام الشمسي لكوبرنيكوس وأنه يمثل الواقع الطبيعي.
وفي عام 1979 فوّض البابا يوحنا بولس الثاني الأكاديمية العلمية الباباوية القيام بمراجعة وتحليل لعوارض أحداث وشبهات في قضية جاليليو جاليلي.
وفي 31 أكتوبر 1992 قدمت الهيئة العلمية بتقريرها إلى البابا يوحنا بولس الثاني، الذي قام على أساسه بإلقاء خطبة، وفيها يقدم اعتذار على من الفاتيكان على ما جري لغاليليو غاليلي أثناء محاكمته أمام الفاتيكان عام 1623. وحاول البابا إزالة سوء التفاهم المتبادل بين العلم والكنيسة. وأعاد الفاتيكان في 2 نوفمبر 1992 لغاليليو كرامته براءته رسميًا، وتقرر عمل تمثال له فيها. في نوفمبر 2008 تراجع الفاتيكان من جديد عن الحكم الذي كان قد صدر ضده من محكمة البابا عام 1632. على الرغم من أن البابا أوربان الثامن لو يوقع على الحكم الصادر من محكمة التفتيش آنذاك ضد جاليليو، فلم يكن البابا والكاردينالات مؤيدين جميعا للحكم.

### نظرية التطور

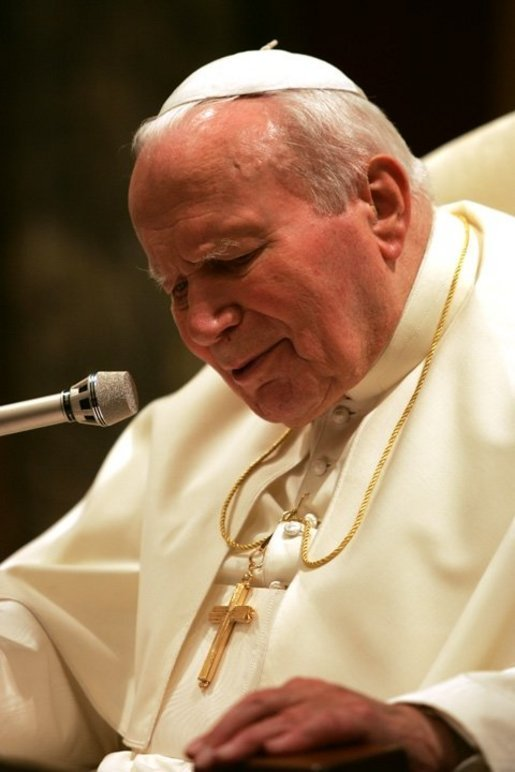
"... نتائج جديدة تقودنا نحو الاعتراف بالتطور وكونها أكثر من فرضيّة."
— البابا يوحنا بولس الثاني، 1996

نظرية التطور تعتبر التطور في علم الأحياء هو عملية التغير على مر الزمان في خلة موروثة أو أكثر في تجمعات الأفراد. يمكن أن يؤدي التطور في النهاية إلى تغيير كافة مواصفات النوع قيد التطور مما يؤدي إلى نشوء نوع جديد من الكائنات الحية. ومصطلح «التطور العضوي» (بالإنجليزية: organic evolution) أو التطور البيولوجي يستخدم غالبا لتفريق هذا المصطلح عن استعمالات أخرى. بدأ تطور نظرية التطور الحديثة بإدخال مصطلح الاصطفاء الطبيعي في مقالة مشتركة لتشارلز داروين، وألفرد راسل والاس. من ثم حققت النظرية شعبية واسعة بعد الإقبال على قراءة كتاب داروين أصل الأنواع. أحدثت النظرية في وقتها زوبعة فكرية بين المعارضين والمؤيدين لها، المعارضين كانوا بالإضافة إلى رجال الكنيسة عدد من العلماء والفلاسفة ورجال السياسة. أما النظرية العلمية لاصل الإنسان (بالإنجليزية: Homo Species) فهي مبينية على نتائج علوم مثل علم الوراثة وعلم اصل الأجناس البشرية وعلم الحفريات تميل إلى تأييد فكرة الانتخاب الطبيعي، على الرغم من وجود حلقة مفقودة بين سجل الحفريات كدلالة واضحة لها، كي يتم اكمال وضع خط اصل الإنسان.
تختلف نظرة الكنائس المسيحية لنظرية التطور ولتشارلز داروين، فمنذ نشر تشارلز داروين كتابه أصل الأنواع في عام 1859، فقد تم ببطء صقل موقف الكنيسة الكاثوليكية من نظرية التطور. لحوالي 100 سنة، لم يكن هناك أي تصريح رسمي حول هذا الموضوع، على الرغم من انه جاءت تصريحات عدائية من قبل عدد من الشخصيات الكنيسة المحلية. وعلى النقيض من الاعتراضات البروتستانتية الانجيلية، كانت قضية النقاش في الكاثوليكية حول نظرية النشوء والارتقاء لا علاقة لها المحافظة على الحرفية في سفر التكوين، بل كانت قلقة مع مسألة كيفية رجل جاء أن يكون له روح.
في عام 1950 اتخذت الكنيسة موقف الحياد، وبحلول أواخر القرن العشرين تغير موقفها وتطور إلى نوع من القبول العام في السنوات الأخيرة. غير أن الكنيسة تصر على أنه تم على الفور غرست في النفس البشرية من قبل الله. صرّح البابا فرنسيس في أكتوبر سنة 2014 أمام الأكاديمية البابوية للعلوم أنّ النظريات العلمية

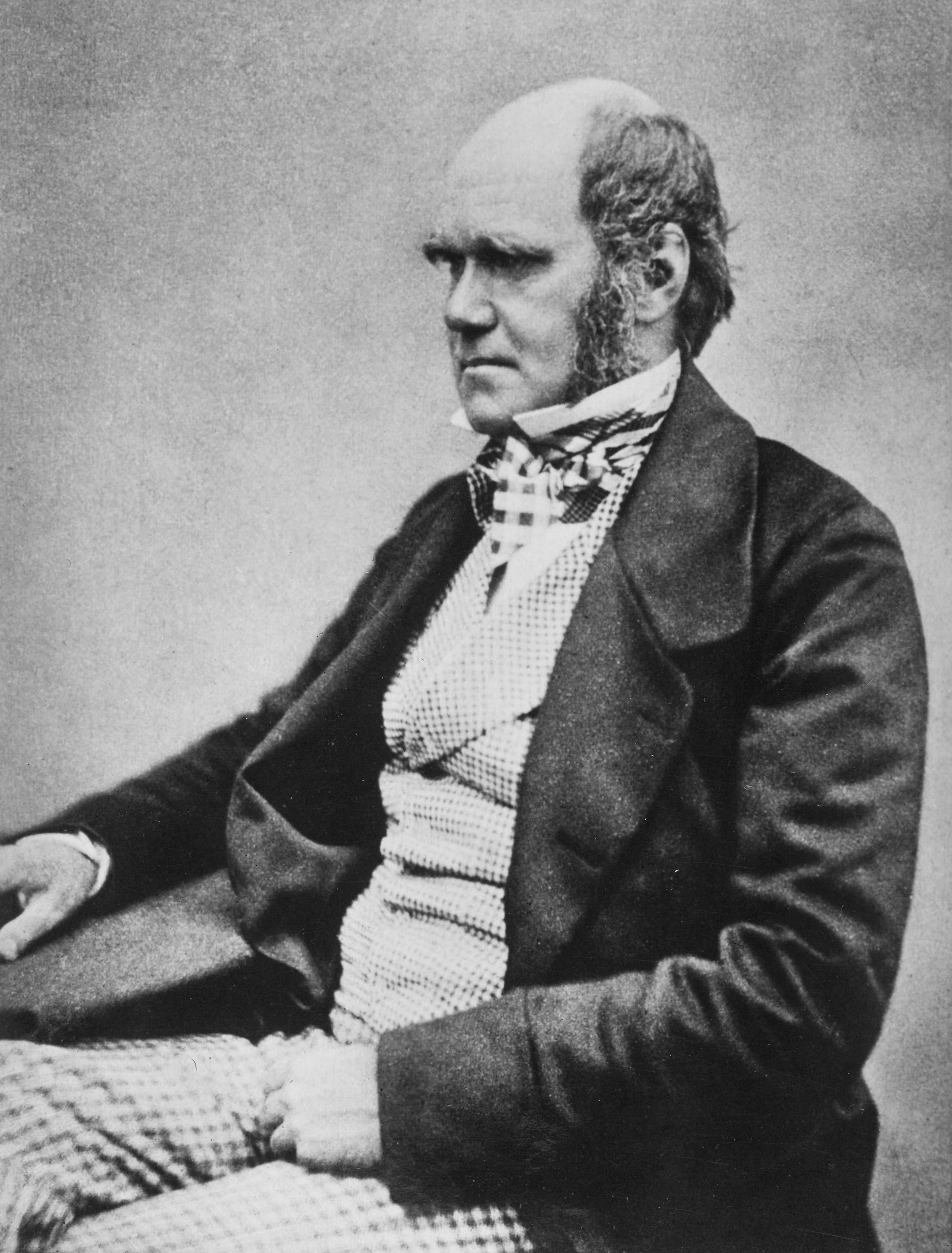
تشارلز داروين، تعمد حسب المذهب الأنجليكاني، على الرغم من ان اسرته توحيدية، ثم أصبح لاأدري بعد 1851، اشتهر بنظرية التطور ومبدأ الانتخاب الطبيعي، حول نشأة الإنسان.

تفاوت استقبال الأوساط الدينية البروتستانتية لكتاب «أصل الأنواع»، الذي ظهر عام 1859، لنحو 15 سنة، بين القبول الحذر من البعض والرفض الأشد اتساعاً والإدانة من قبل جمهور واسع.، ومع عام 1870 تعمق النزاع، ووقع الانقسام في موقف البروتستانت بين مجموعة تدين نظريات داروين وتكفّرها وتعتبرها الحاداً صريحاً، وأخرى تعترف بالتطور كحقيقة بيولوجية راسخة وتحاول أن توفق بينها وبين الإيمان الديني. فمن جانب أفرز العداء للداروينية موقفاً أصولياً يحاول التمسك الحرفي بنصوص الكتاب المقدس في قصة الخلق وفي وجه أية نظريات علمية تصطدم بهذه النصوص ومن جانب ثان، اتجه رجال دين ولاهوتيون آخرون مثل جورج هاريس وليمان أبوت وفلاسفة دينيون مثل جون فسك، إلى اعتبار التطور نهج الخالق في بناء الحياة. كما تقبل هؤلاء النظرية التطويرية في فهم التاريخ.
أما نطرية التطور الإلهي (بالإنجليزية: Theistic evolution) والخلقوية التطورية (بالإنجليزية: evolutionary creationism) هي مفاهيم متشابهة التي تؤكد بأن التعاليم الدينية الكلاسيكية حول الله متوافقة تماماً مع الفهم العلمي الحديث حول التطور البيولوجي.
باختصار، يؤمن التطوريون الإلهيون بأنه هناك إله، هذا الإله هو الخالق للكون المادي و (بالتالي) جميع أنواع الحياة، ويؤمنون بأن التطور البيولوجي هو وببساطة عملية طبيعية حدثت أثناء عملية الخلق. أي أن التطور وببساطة، اعتماداً على هذه الرؤية، هي أداة وظفها الله لخلق الحياة البشرية.
التطور الإلهي ليست نظرية بالمفهوم العلمي، بل هي وجهة نظر خاصة لكيفية حدوث العلاقة بين علم التطور والإيمان الديني وتفسيراتهما. يرفض داعمون نظرية التطور الإلهي الأطروحة الصراعية (بالإنجليزية: conflict thesis) فيما يتصل بالعلاقة بين الدين والعلم– وبالتالي، يحتفظون بالتعاليم الدينية حول الخلق والنظريات العلمية للتطور دون أي تعارض. طبقاً لتسيمة الأنصار الأوائل لهذه النظرية، تمت وصفها بالداروينية المسيحية. هناك وجهة نظر مماثلة لهذه النظرية وتُسمى الخلقوية التطورية.
هذه النظرة مقبولة بشكل عام من قبل الكنائس المسيحية الرئيسية ومن ضمنها الكنيسة الرومانية الكاثوليكية والكنيسة الأرثوذكسية الشرقية وبعض الطوائف البروتستانتية الرئيسية. العديد من الحرفيين الكتابيين قد قبلوا هذا الموقف ولوحظ انفتاحهم لهذه الفكرة ومن ضمنهم العالم اللاهوتي ب.ب. وارفيلد والمبشر بيلي غراهام.
مع هذه المقاربة إلى نظرية التطور تم تقسير قصص الخلق المخطوطية نموذجياً بكونها استعارية من الطبيعة.
اعتبر كلاً من اليهود والمسيحيين بأن فكرة تاريخ الخلق استعارية بدلاً من أن تكون قصة تاريخية قبل مدة طويلة من نظرية داروين مثل الكتابات القديمة في المسيحية التي كتبها القديس أوغسطين (في القرن الرابع) بالرغم من أنه رفض الفكرة الاستعارية لاحقاً لصالح التفسيرات الحرفية كان يعني القديس أوغسطين بأن في سفر التكوين 1 وردت كلمة «النور» و«اليوم» و«الصباح» بالمعنى الروحاني عوضاً عن المعنى الفيزيائي وأن كتابة الصباح بالمعنى الروحاني لها نفس الكتابة الحرفية للصباح بالمعنى الفيزيائي وأعترف أوغسطين بأن خلق الصباح بالمعنى الروحاني له نفس القدر من الأهمية للحدث التاريخي لخلق النور بالمعنى الفيزيائي.

## الانتقادات

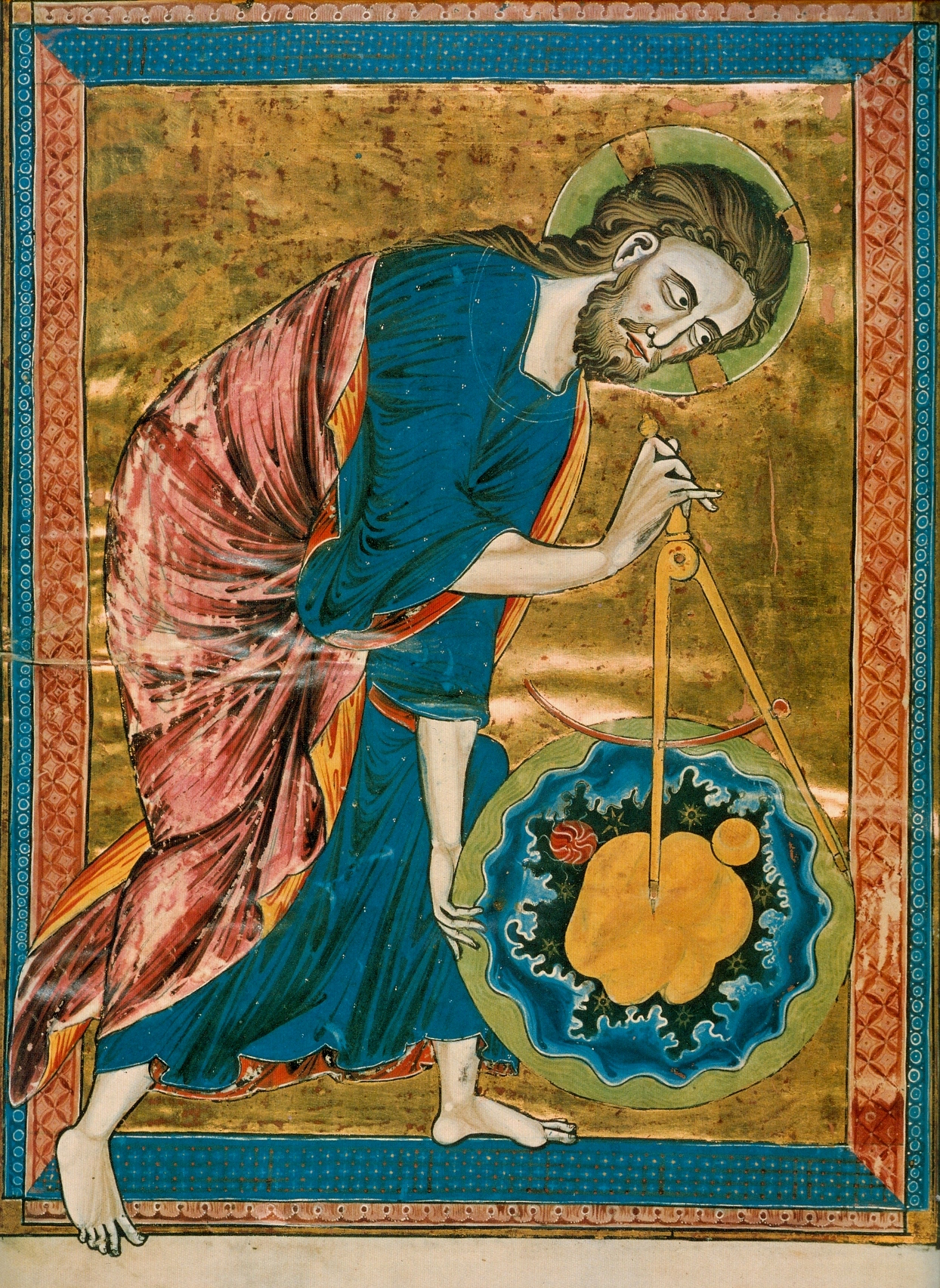
العلم، وبخاصة علم الهندسة وعلم الفلك، ارتبط ارتباطًا مباشرًا مع الإلهيات في معظم الأبحاث العلمية في العصور الوسطى. البوصلة في هذا مخطوط الذي يعود للقرن 13 هو رمز للخلق.

شكلت قضية علاقة العلم والدين، موضوع شائك في تاريخ العلوم، وظهر عدد من المؤرخين والباحثين ممن وجدوا أن علاقة الدين بالعلم هي علاقة صراع، وذلك استنادًا إلى قضايا تاريخية خلافية مثل قضية غاليليو، وشكلت أطروحة صراع العلم والدين في القرن التاسع عشر النهج والرؤية الشعبية في كتابة تاريخ العلوم، في أواخر القرن العشرين ومع إعادة تقييم هذه الأطروحة بشكل علمي حديث، فقدت أطروحة صراع العلم والدين مصداقيتها في الوسط الأكاديمي، لكن وعلى الرغم من ذلك فهي لا تزال صورة علاقة العلم والدين كصراع في بين عامة الناس.
غالبًا ما يتم توجيه الانتقادات في هذا الخصوص إلى الكنيسة الكاثوليكية، إذ يرى عدد من المؤرخين والفلاسفة ان الكنيسة الكاثوليكية دخلت في صراع مع العلم، وأنها ضيقت على العلماء والبحوث العلمية، ولعل أبرز قضية في صراع الكنيسة والعلم هي قضية محاكمة جاليليو جاليلي ونظرية التطور، وكان كل من العالم جون وليام دابر والمفكر البروتستانتي أندرو ديكسون وايت الدعاة الأكثر تأثيرًا في أطروحة الصراع بين الدين والعلم، ودعي داربر سنة 1870 لكتابة كتاب عن تاريخ صراع الدين والعلم، في كتابه أنتقد داربر العصمة البابوية ووجدها الفكرة الأكثر معاداة للفكر في التقليد الكاثوليكي، واعتبر الكنيسة الكاثوليكية مؤسسة تحارب العلم والفكر، كذلك وبحسبه فالبروتستانتية كانت عكس الكنيسة الكاثوليكية، إذ لم تدخل البروتستانتية في صراع مع العلوم. بالمقال رفض المؤرخ في الطب جيمس جوزيف والش، هذه الأطروحة واعتبرها غير تاريخية: «تأسست قصة صراع البابوية مع العلم وكونها مؤسسة تحارب الفكر، على مفاهيم خاطئة تمامًا. بل أكثر من ذلك هي وهمية تمامًا. الكثير منها يعود إلى المبالغة في أهمية قضية غاليليو».
يرى عدد من العلماء أمثال جيري كوين، أن الاعتقاد والإيمان كان عائق لتطوير العلوم، ويرى المؤرخ نيل تايسون إن العلماء المتدينين أمثال اسحق نيوتن، كان بإمكانهم تحقيق انجازات أكثر في تطوير العلم لو لم يقبل أحيانًا الأجوبة الدينية لحل اسئلة المسائل العلمية. حديثًا تعتبر القضايا مثل نظرية الخلق، تطور، والخلايا الجذعية، وتنظيم النسل من القضايا التي تعتبر لدى بعض العلماء كصراع بين العلم والدين.
من القضايا الحديثة نسبيًا التي وجهت للمسيحية، خاصًة الحركات الانجيلية، والتي تؤمن في نظرية الخلق وتحارب من أجل تدريسها في المدارس الحكومية، وشكلت محاكمة المدرس جون سكوبس ذروة الصراع بين الداروينين وأتباع الكنائس الانجيلية، وتركزت هذه القضية التي وقعت في دايتون بولاية تنيسي عام 1925، على اتهام مدرس يسمى جون توماس سكوبس بخرق قانون الولاية الذي كان يحرّم تدريس نظرية النشوء والارتقاء في المدارس العامة. ما أثار جدلًا عنيفًا وبخاصة أن هذه النظرية تعتبر مخالفة للتعاليم الدينية بحسب المتدينين.

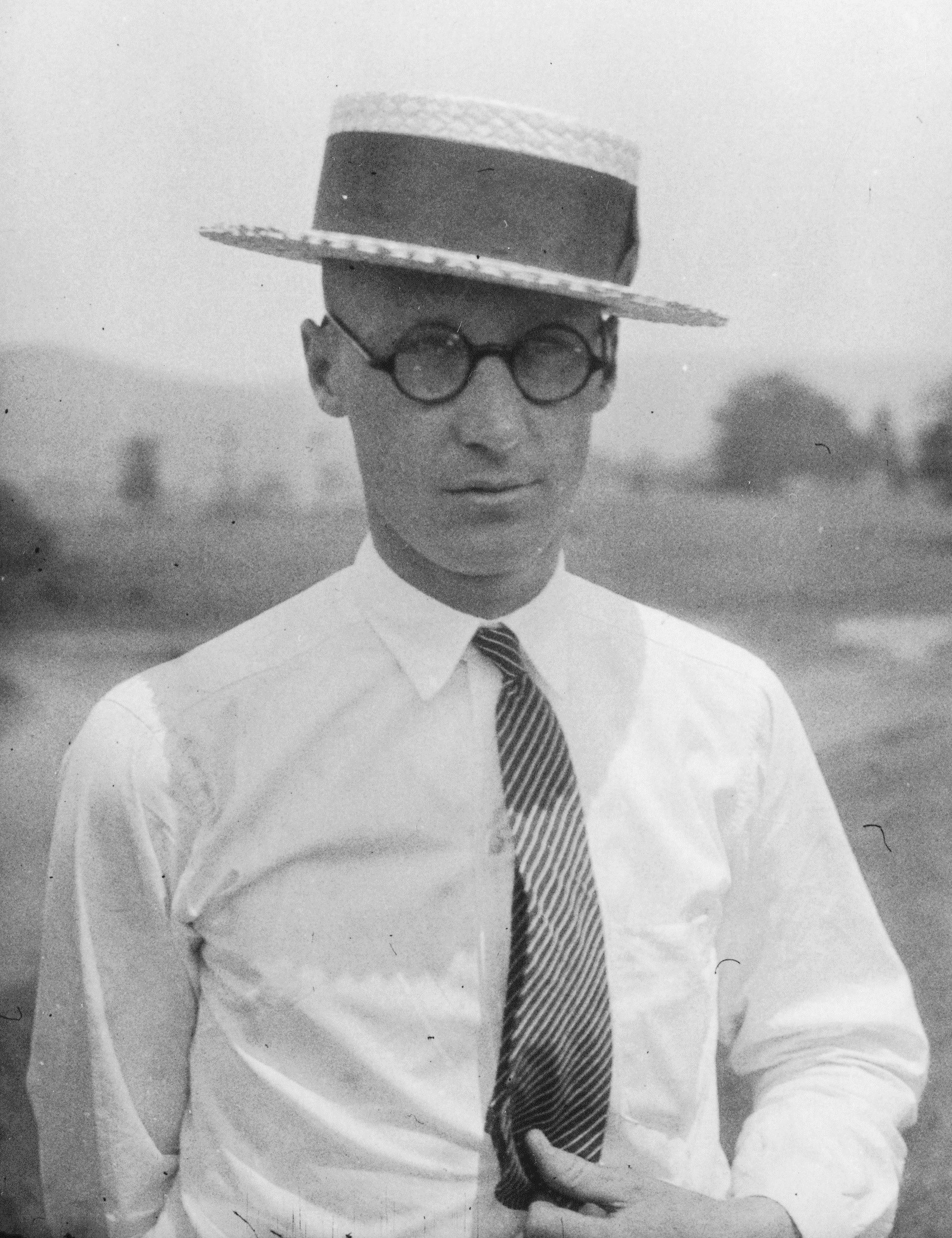
المدرس جون سكوبس، اتهم بأنه يقوم بتعليم نظرية التطور في مدرسة عامة.

غالبًا ما كانَ يَتِم تَصوير فترة العصور الوسطى عَلى أنها «زمن الجهل والخرافات» التي وَضعت «كلمة السُّلطات الدِّينية عَلى التَّجربة الشَّخصية والنَّشاط العقلاني». كان التراث من عصر النهضة والتنوير حينَما قارن العُلماء مَوقفا فكريًا مَع تلك الفَترة مِنَ القرون الوسطى. شَهِد علماء عصر النهضة العُصور الوسطى كَفترة انحِدار من الثقافة العالية والحضارة في الفَترة الكلاسيكية. رَأى عُلماء التنوير سَبباً أعلى من الإيمان، وبالتالي نظروا إلى العصور الوسطى بأنها مقتطعة من الجهل والخرافات. يُجادِلُ آخرون بأنَّ العقل كان يوضع عموماً في مرتبة عالية خلال العصور الوسطى. كَتب المُؤرخ العِلمي إدوارد جرانت: «إذا تَمَّ التَّعبير عَن أفكار عقلانية ثورية في القرن الثامن عشر، فقد أصبَحت مُمكنة فَقط بِسبب تَقاليد القُرون الوسطى الطَّويلة التي أثَبتت استخدام العقل كأحد أهم الأنشطة البشرية». خِلافاً لِلاعتقاد السائد، كَتب ديفيد ليندبيرغ، «إن الباحِث في العُصور الوسطى المُتأخرة نادرًا ما عانى من القُوة القَسرية لِلكنيسة وكانَ مِنَ المُمكن أن يَعتبر نَفسه حُرًا (خاصَة في العُلوم الطَّبيعية) لِمُتابعة العقل والملاحظة في أي مكان يقوده».
هناك عدد من المؤرخين من يفند أنّ علاقة الكنيسة الكاثوليكية بالعلم علاقة صراع وأنها ضد العلم، فاستنادًا إلى وتوماس أي وودز، كانت علاقة الكنيسة الكاثوليكية بالعلم إيجابية وشجعت على العلوم. وعدد من العلماء والمؤرخين، مثل ستانلي براين والكسندر دوني أقترح أن وسائل الإعلام هو المسؤول جزئيًا عن تعميم نظرية الصراع، وأبرزها أسطورة الأرض المسطحة وأن الناس اعتقدوا قبل اكتشاف كريستوفر كولومبوس أمريكا أن الأرض مسطحة. ديفيد جيم ليندبرج يشير إلى أن «بالكاد كان هناك عالم مسيحي في العصور الوسطى لم يَعتَرِف بِكروية الأرض بل ويعرف محيطها التقريبي». العديد من المؤرخين يشيرون إلى أخطاء ونظريات خاطئة ناجمة عن نظرية الصراع والتي أصبحت متداولة على نطاق واسع بالرغم من عدم صحتها مثل: «احظر الكنيسة للتشريح خلال العصور الوسطى»، و«صعود المسيحية قتل العلم القديم»، و«الكنيسة المسيحية في العصور الوسطى قَمعت نُمو الفَلسفة الطبيعية»، كلها استشهد بها كَنماذج الأساطير الشائِعة عَلى نِطاق واسِع والتي لا تَزال تُمَرَّر كحقيقة تاريخية، على الرُّغم مِن أنَّها لا تَدعَمها البُحوث التَّاريخية الحاليَّة.

## مواقع خارجية
- عندما يلتقي المسيحية والعلم، كتاب للبروفيسور ديفيد لنبرغ، جامعة شيكاجو (بالإنجليزية).
- المسيحية والعلوم- في منظور تاريخي، أطروحة من جامعة كامبريدج (بالإنجليزية).
- نهاية أسطور غايليو غاليلي (بالإنجليزية).
- الفاتيكان، مؤسسة علمية.
- الأكاديمية البابوية للعلوم.
- الكنيسة والجغرافيا.